# 広島大学
広島大学（ひろしまだいがく、英語: Hiroshima University）は、広島県東広島市鏡山1丁目3-2に本部を置く日本の国立大学。1874年創立、1949年大学設置。大学の略称は広大（ひろだい）。
戦前の旧制時代からの歴史を持つ旧官立大学の一校であり、筑波大学と共に旧二文理大の一校である。また、文部科学省が実施しているスーパーグローバル大学事業のトップ型指定校に指定されており研究大学強化促進事業の支援対象機関である。

## 概観

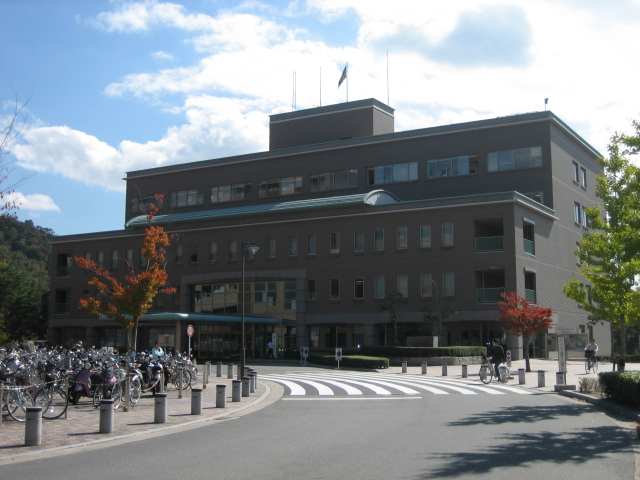
法人本部（事務局）

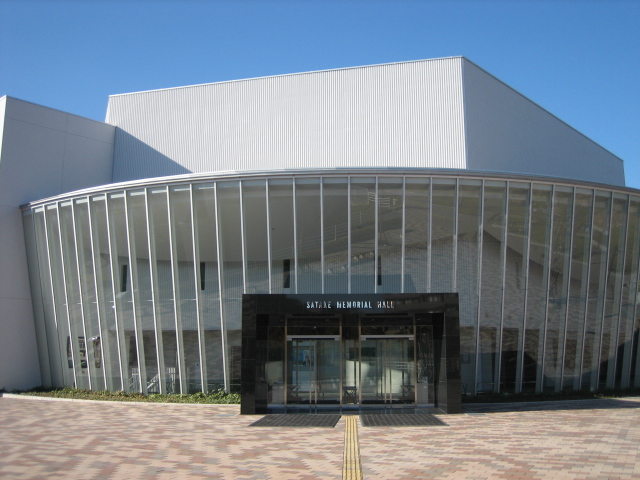
サタケメモリアルホール

### 大学全体
広島大学は、旧制広島文理科大学をはじめ広島地区に所在していた官立（国立）の7校を包括、さらに広島市立の1校を併合して、1949年に新制大学として設置された。2004年4月に国立大学法人化、2006年4月には全部局の大学院講座化（大学院部局化）完了を経て、現在では12の学部と4の研究科を設置した大学院大学となっている。
太平洋戦争下、世界初の核攻撃を受けた広島にある大学として、原爆症など放射線被曝の治療や平和科学の研究に力を入れている（原爆放射線医科学研究所など）。
略称としては前述の通り「広大」（ひろだい）が用いられることが多い。ただし、「ひろだい」の呼称は東北地方では弘前大学（青森県弘前市）を指す場合が多い（詳しくは「大学の略称」を参照のこと）。

### 教育理念・目標等
- 理念5原則（1995年制定）
  - 平和を希求する精神
  - 新たなる知の創造
  - 豊かな人間性を培う教育
  - 地域社会・国際社会との共存
  - 絶えざる自己変革
- キャッチフレーズ
  - 「100年後にも世界で光り輝く大学へ」

### 学士課程教育の特色
2006年度以降の学部入学生には、Hiroshima-university PROgram of SPecified EduCaTion and Study（通称HiPROSPECTS）という教育プログラム が到達目標型の教育システムとして導入され、成績評価も従来の優・良・可・不可に加え秀が導入された。また、全学部の学生に対して、英語力の向上を図り、研究や就職に備える目的のため、TOEIC (TOEIC-IP) の受験を必須としている。
各教育プログラムにおける授業（講義または実習）の一部は、2010年より HiCE: 広島大学Web公開授業 として、1回分（約90分程度）の授業の様子がWeb上から閲覧できるようになっており、入学希望者（受験生）に対して広島大学をより身近に感じてもらうことを目的としている。
また、学力が優秀でありながら経済的理由により大学進学が困難な学生を支援するための「フェニックス奨学制度」がある（従来実施されていた成績優秀学生奨学制度「広島大学エクセレント・スチューデント・スカラシップ」を変更）。これは新入生（学部生10名程度）を対象にした奨学金制度であり、入試（AO選抜の一部および一般選抜前期日程）において優秀な成績を収めた学生に対して、奨学金の給付（月額10万円）、入学料の全額免除、在学中の授業料全額免除というものである（ただし、在学期間中は大学が定める成績基準を満たす必要がある）。広島大学大学院に進学した場合は、奨学生として継続支援を受けることができる。

## 沿革

### 略歴
1874年（明治7年）創立の白島学校を前身とする広島師範学校、1902年（明治35年）創立の広島高等師範学校、1929年（昭和4年）創立の広島文理科大学を含む官立7校を包括、広島市立1校を併合して、1949年（昭和24年）に新制大学として設置された。さらに1953年、県立の広島医科大学を併合して医学部・病院部門を加え、今日に至る体制がほぼ固まった。なお、本項目では以上の経緯から「大学創立」は旧制大学が誕生した1929年（昭和4年）、「大学設立」は新制大学が誕生した1949年（昭和24年）としている。

### 年表
- 1949年（昭和24年）5月31日 - 国立学校設置法（法律第150号）により、新制広島大学が発足。
  - 包括（7校）校名の頭に広島大学をつけて存続。
    - 広島文理科大学
    - 広島高等師範学校
    - 広島女子高等師範学校
    - 広島高等学校
    - 広島師範学校
    - 広島青年師範学校
    - 広島工業専門学校

  - 併合（1校） - 広島市立工業専門学校
  - 設置学部（6学部） - 文学部、教育学部、政経学部、理学部、工学部、水畜産学部
  - 附置施設 - 理論物理学研究所、附属図書館、理学部附属臨海実験所
- 1950年（昭和25年）
  - 3月31日 - 広島大学広島高等学校を廃止。
  - 5月1日 - 安浦分校が広島県福山市沖野上町へ移転、福山教場と合併して福山分校と改称。
  - 11月5日 - 開学式を挙行。森戸辰男が初代学長（1950-1963年）となる。
- 1951年（昭和26年）
  - 3月31日 - 広島大学広島工業専門学校、同広島師範学校、同広島青年師範学校を廃止。
  - 4月1日 - 教育学部に附属東雲小学校・中学校、附属三原小学校・中学校・附属幼稚園、附属福山中学校を設置。
- 10月1日 - （工業）短期大学部（夜間3年制）の設置認可を申請（不認可）。
- 1952年（昭和27年）
  - 3月31日 - 広島大学広島高等師範学校、同広島女子高等師範学校を廃止。
  - 4月1日 - 教育学部に附属東千田小学校・中学校・高等学校、附属福山高等学校を設置。
- 1953年（昭和28年）
  - 4月1日 - 大学院3研究科（文学研究科、教育学研究科、理学研究科）を設置。各研究科に修士課程および博士課程を設置。
  - 8月1日 -広島県立広島医科大学を移管し、医学部を設置。

- 1956年（昭和31年）
  - 1月25日 - 学章を制定。
  - 3月31日 - 広島医科大学を廃止。
- 1957年（昭和32年）

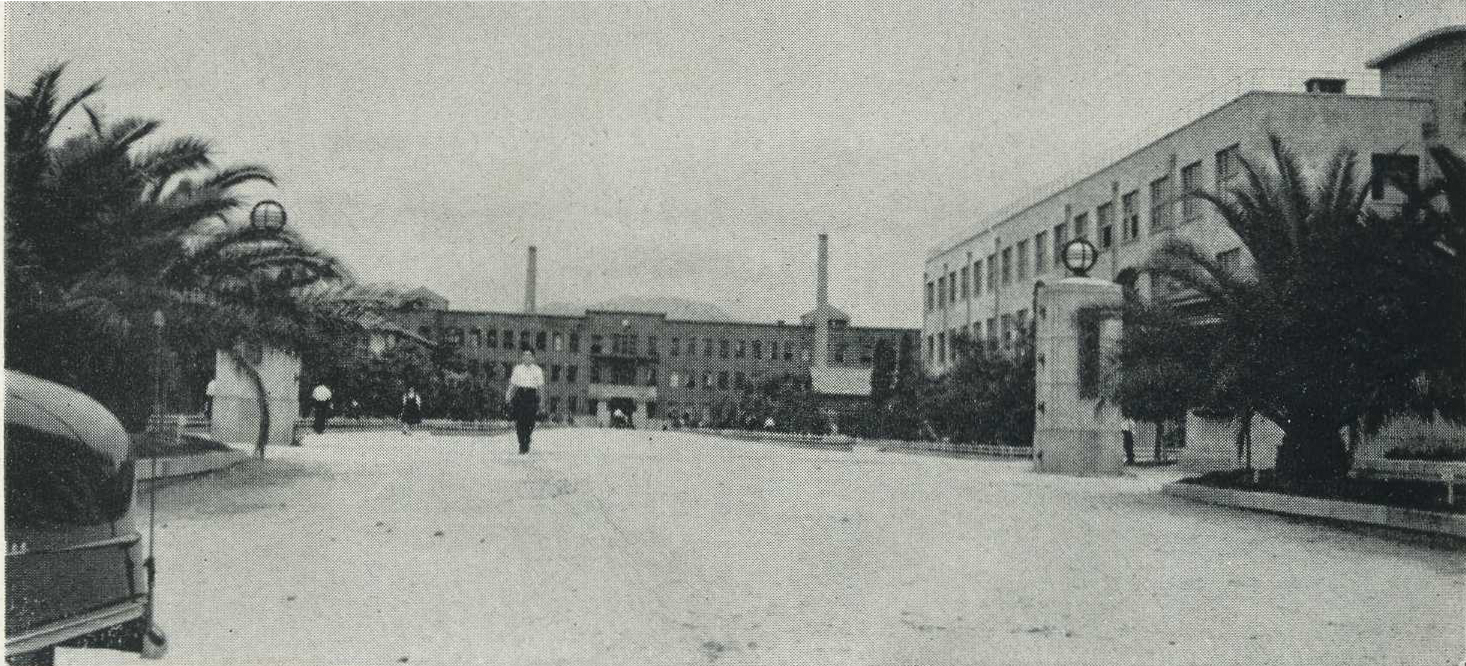
1955年頃

  - 2月8日 - 医学部が広島県呉市から広島市に移転。
  - 3月16日 - 学歌を制定。
- 1959年（昭和34年）4月1日 - 大学院医学研究科（博士課程）を設置。
- 1960年（昭和35年）1月19日 - 学旗を制定。
- 1962年（昭和37年）3月31日 - 広島大学広島文理科大学を廃止。
- 1963年（昭和38年）4月1日 - 大学院工学研究科（修士課程）を設置。
- 1964年（昭和39年）4月1日 - 教養部を設置。
- 1965年（昭和40年）4月1日 - 歯学部を設置。
- 1966年（昭和41年）4月1日 - 附属幼稚園を設置。既存の附属幼稚園は附属三原幼稚園と改称。
- 1967年（昭和42年）4月1日 - 大学院経済学研究科（修士課程）を設置。
- 1968年（昭和43年）4月1日 - 大学院農学研究科（修士課程）を設置。
- 1972年（昭和47年）4月1日 - 大学院法学研究科（修士課程）、大学院歯学研究科（博士課程）を設置。
- 1973年（昭和48年）4月1日 - 大学院薬学研究科（修士課程）を設置。
- 1974年（昭和49年）
  - 6月7日 - 総合科学部を設置。
  - 8月6日 - 広島大学原爆死没者追悼の碑除幕式および第1回追悼式を挙行。
- 1975年（昭和50年）3月31日 - 教養部を廃止。
- 1977年（昭和52年）
  - 4月1日 - 大学院工学研究科に博士課程を増設。
  - 5月2日 - 政経学部を改組し、法学部・経済学部を設置。
- 1978年（昭和53年）
  - 4月1日 - 大学院地域研究研究科、大学院環境科学研究科（各研究科にそれぞれ修士課程）を設置。
  - 6月17日 - 教育学部（2学科7課程）を、教育学部（3学科）と学校教育学部（5課程）に分離改組。
- 1979年（昭和54年）4月1日 - 水畜産学部を改組し、生物生産学部を設置。
- 1980年（昭和55年）4月1日 - 大学院学校教育学研究科（修士課程）を設置。
- 1982年（昭和57年）
  - 3月31日 - 大学院工学研究科・工学部が東広島キャンパスへ移転を完了。
  - 4月1日 - 大学院医学研究科と大学院薬学研究科を統合改組し、大学院医学系研究科（博士課程）を設置。
- 1985年（昭和60年）4月1日 - 大学院環境科学研究科と大学院農学研究科を統合改組し、大学院生物圏科学研究科（博士課程）を設置。
- 1986年（昭和61年）4月1日 - 大学院地域研究研究科と大学院法学研究科と大学院経済学研究科を統合改組し、大学院社会科学研究科（博士課程）を設置。
- 1988年（昭和63年）3月31日 - 大学院生物圏科学研究科・生物生産学部が東広島キャンパスへ移転を完了。
- 1989年（平成元年）9月30日 - 大学院教育学研究科・教育学部が東広島キャンパスへ移転を完了。
- 1991年（平成3年）9月30日 - 大学院理学研究科・理学部が東広島キャンパスへ移転完了。
- 1992年（平成4年）4月1日 - 医学部保健学科を設置。
- 1993年（平成5年）3月31日 - 総合科学部が東広島キャンパスへ移転完了。
- 1994年（平成6年）
  - 3月31日 - 大学院文学研究科・文学部が東広島キャンパスへ移転完了。附属看護学校を廃止。
  - 4月1日 - 大学院国際協力研究科（博士課程）を設置。
- 1995年（平成7年）3月31日 - 大学院学校教育学研究科・学校教育学部、法学部（昼）、経済学部（昼）、附属図書館が東広島キャンパスへ移転完了。
- 1998年（平成10年）4月1日 - 大学院先端物質科学研究科（博士課程）を設置。
- 2000年（平成12年）4月1日
  - 教育学部と学校教育学部を統合改組し、新たに教育学部を設置。
  - 大学院教育学研究科と大学院学校教育学研究科を統合改組し、新たに大学院教育学研究科（博士課程）を設置。
- 2002年（平成14年）4月1日
  - 大学院医学系研究科（保健学専攻以外）と大学院歯学研究科を統合改組し、大学院医歯薬学総合研究科（博士課程）を設置。
  - 大学院医学系研究科保健学専攻を独立改組し、大学院保健学研究科（博士課程）を設置。
- 2004年（平成16年）4月1日 - 国立大学法人法の規定により国立大学法人となる。大学院法務研究科（法科大学院）を設置。
- 2005年（平成17年）4月1日 - 歯学部附属歯科技工士学校を閉校し、歯学部口腔保健学科（口腔保健工学・口腔保健衛生学）を設置。
- 2006年（平成18年）4月1日
  - 学部教育において「教育プログラム」を開始。
  - 大学院総合科学研究科（博士課程）を設置。
  - 薬学教育6年制移行により、医学部総合薬学科を独立改組し、薬学部を設置。6年制の薬学科と4年制の薬科学科を持つ。
- 2009年（平成21年）
  - 1月30日 - 明治大学・龍谷大学とそれぞれ締結していた包括交流協定を発展させ、3大学間相互の包括交流協定等を締結。
  - 4月1日 - 歯学部口腔保健学科を口腔健康科学科と改称。口腔健康科学専攻の修士課程および博士課程設置。
- 2010年（平成22年）
  - 留学生センターを改組し、国際センター（国際教育部門）を設置。
  - 12月3日 - 近畿大学と大学間交流に関する包括協定書を締結。
- 2012年（平成24年）4月1日 - 大学院医歯薬学総合研究科と保健学研究科を再編・統合し、大学院医歯薬保健学研究院・研究科を設置。
- 2018年（平成30年）4月1 日 
  - 情報科学部、総合科学部国際共創学科を設置
  - 工学部を改組
- 2018年（平成30年）9月1日
  - 国際センターを改組、名称変更し、初代学長森戸辰男氏の名を冠した森戸国際高等教育学院を設置。
- 2019年（平成31年）4月1日 
  - 先端物質科学研究科、生物圏科学研究科、総合科学研究科、理学研究科の4研究科の7専攻（一部を含む）を再編・統合、1専攻7プログラムで構成される統合生命科学研究科を設置[3]
  - 既存の医歯薬保健学研究科を再編、医系科学研究科を設置[3]
- 2020年（令和2年）4月1日
  - 総合科学研究科、文学研究科、教育学研究科、社会科学研究科、国際協力研究科、法務研究科の6研究科16専攻（一部を含む）を再編し、4専攻14学位プログラムで構成される人間社会科学研究科を新設[4]。
  - 総合科学研究科、理学研究科、先端物質科学研究科、工学研究科、国際協力研究科の5研究科17専攻（一部を含む）を再編し、1専攻14学位プログラムで構成される先進理工系科学研究科を新設[4]。
- 2021年（令和3年）1月26日 - 温室効果ガス排出を2030年度に実質ゼロにするカーボンニュートラルとスマートキャンパスづくりの目標を宣言し、住友商事や東広島市と協定締結[5]。

### 歴代学長
- 初代：森戸辰男（1950年4月19日就任）[6]
- 第2代：皇至道（1963年4月1日就任）[6]
- 第3代：川村智治郎（1966年7月15日就任）[6]
- 第4代：飯島宗一（1969年5月7日就任）[6]
- 第5代：竹山晴夫（1977年5月7日就任）[6]
- 第6代：頼實正弘（1981年5月21日就任）[6][7]
- 第7代：沖原豊（1985年5月21日就任）[6]
- 第8代：田中隆荘（1989年5月21日就任）[6]
- 第9代：原田康夫（1993年5月21日就任）[6]
- 第10代：牟田泰三（2001年5月21日就任）[6]
- 第11代：浅原利正（2007年5月21日就任）[6]
- 第12代：越智光夫（2015年4月1日就任）[8]

## 基礎データ

### 所在地
- 東広島キャンパス（広島県東広島市鏡山一丁目）
- 霞キャンパス（広島県広島市南区霞一丁目2-3）
- 東千田キャンパス（広島県広島市中区東千田町一丁目1-89）

### 象徴

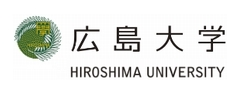
ロゴマーク

- 学章
1956年（昭和31年）制定。被爆都市ヒロシマの復興・再生をイメージした不死鳥（フェニックス）をイメージしてヤシ科の植物フェニックスの葉をモチーフとしたものとなっている[9]。
- 大学歌
1957年（昭和32年）制定。当時の森戸辰男学長を委員長とする大学歌審査委員会（委員21名）が選定した候補作3編の中から、山中有人（文学部生）の作品に修正を加えたものを入選歌詞とし、作曲は高田信一教授（元NHK交響楽団指揮者）が所属する教育学部福山分校音楽科が担当した。
歌詞は3番まであり、真・善・美を追求する不撓の意欲が込められた歌となっている[9]。

## 教育および研究

### 組織

#### 学部
- 総合科学部
  - 総合科学科[注釈 1]
    - 総合科学プログラム[注釈 2]
      - 人間探究領域
        - 人間文化科目群
        - 言語コミュニケーション科目群
        - 人間行動科学科目群
        - スポーツ健康科学科目群

      - 自然探究領域
        - 物性科学科目群（物理学科系）
        - 生命科学科目群（生命科学科系）
        - 数理情報科学科目群（数理工学科系）
        - 自然環境科学科目群（地理学、応用化学と森林科学科系）

      - 社会探究領域科目群
        - 地域研究科目群
        - 越境文化科目群
        - 現代社会システム科目群
        - 社会フィールド研究科目群

    - 注：2012年度入学生まで、地域文化プログラム、社会文化プログラム、人間文化プログラム、言語文化プログラム、行動科学プログラム、スポーツ科学プログラム、生命科学プログラム、数理情報科学プログラム、総合物理プログラム、自然環境科学プログラムが存在

  - 国際共創学科
    - 2018年4月に新設された。学科の授業は全て英語で行われ、2年次の留学が必修である。
- 文学部
  - 人文学科[注釈 3]
    - 哲学・思想文化学コース
      - 哲学・思想文化学プログラム[注釈 4]

    - 歴史学コース
      - 歴史学プログラム[注釈 5]

    - 地理学・考古学・文化財学コース
      - 地理学・考古学・文化財学プログラム[注釈 6]

    - 日本・中国文学語学コース
      - 日本・中国文学語学プログラム[注釈 7]

    - 欧米文学語学・言語学コース
      - 欧米文学語学・言語学プログラム[注釈 8]

    - 注：各プログラムに分かれるのは2年次から
- 教育学部[注釈 9]
  - 第一類（学校教育系）
    - 初等教育教員養成コース
      - 初等教育教員養成プログラム

    - 特別支援教育教員養成コース
      - 特別支援教育教員養成プログラム

  - 第二類（科学文化教育系）
    - 自然系コース
      - 中等教育科学（理科）プログラム

    - 数理系コース
      - 中等教育科学（数学）プログラム

    - 技術・情報系コース
      - 中等教育科学（技術・情報）プログラム

    - 社会系コース
      - 中等教育科学（社会・地理歴史・公民）プログラム

  - 第三類（言語文化教育系）
    - 国語文化系コース
      - 中等教育科学（国語）プログラム

    - 英語文化系コース
      - 中等教育科学（英語）プログラム

    - 日本語教育コース
      - 日本語教育プログラム

  - 第四類（生涯活動教育系）
    - 健康スポーツ系コース
      - 健康スポーツ教育プログラム

    - 人間生活系コース
      - 人間生活教育プログラム

    - 音楽文化系コース
      - 音楽文化教育プログラム

    - 造形芸術系コース
      - 造形芸術教育プログラム

  - 第五類（人間形成基礎系）
    - 教育学系コース
      - 教育学プログラム

    - 心理学系コース
      - 心理学プログラム
- 法学部[注釈 10]
  - 法学科昼間コース
    - 公共政策プログラム
    - ビジネス法務プログラム
    - 注：各プログラムに分かれるのは2年次から

  - 法学科夜間主コース
    - 法政総合プログラム
- 経済学部[注釈 11]
  - 経済学科昼間コース
    - 現代経済プログラム

  - 経済学科夜間主コース
    - 経済・経営統合プログラム
- 理学部
  - 数学科[注釈 12]
    - 数学プログラム

  - 物理科学科[注釈 13]
    - 物理学プログラム

  - 化学科[注釈 14]
    - 化学プログラム

  - 生物科学科[注釈 15]
    - 生物学プログラム

  - 地球惑星システム学科[注釈 16]
    - 地球惑星システム学プログラム
- 医学部
  - 医学科（6年制）[注釈 17]
    - 医学プログラム

  - 保健学科[注釈 18]
    - 看護学専攻
      - 看護学プログラム

    - 理学療法学専攻
      - 理学療法学プログラム

    - 作業療法学専攻
      - 作業療法学プログラム
- 歯学部
  - 歯学科（6年制）[注釈 19]
    - 歯学プログラム
      - 最先端歯学研究コース
      - 臨床歯科医学コース
      - 注：上記2コースは3年次後期から5年次前期に歯学プログラムと並行して履修する専門プログラム（歯学プログラムは1年次から）。

    - 国際歯学コース（インドネシア、ベトナム、カンボジアの協定大学から推薦された留学生に限る）

  - 口腔健康科学科[注釈 20]
    - 口腔保健衛生学専攻： 口腔保健衛生学プログラム
    - 口腔保健工学専攻： 口腔保健工学プログラム
- 薬学部
  - 薬学科（6年制）[注釈 21]
    - 薬学プログラム

  - 薬科学科[注釈 22]
    - 薬科学プログラム
- 工学部[注釈 23]
  - 第一類（機械システム工学系）
    - 機械システム工学系プログラム
      - 生産システム工学課程
      - エネルギー工学課程
      - 設計工学課程
      - 知能機械工学課程

    - 注：課程配属は2年次前期

  - 第二類（電気・電子・システム・情報系）
    - 電気・電子・システム・情報系プログラム
      - 電子システム課程
      - 電気システム制御課程
      - 情報工学課程

    - 注：課程配属は2年次前期（上記の教育プログラム・課程は2015年度以降入学生に適用）
    - 2014年度入学生まで
      - 電子システムプログラム
        - 電子システム課程

      - 電気電子工学プログラム
        - 電気電子工学課程

      - システム工学プログラム
        - システム工学課程

      - 情報工学プログラム
        - 情報工学課程

  - 第三類（化学・バイオ・プロセス系）
    - 応用化学プログラム
      - 応用化学課程

    - 化学工学プログラム
      - 化学工学課程

    - 生物工学プログラム
      - 発酵工学課程

    - 注：教育プログラム・課程配属は2年次後期

  - 第四類（建設・環境系）
    - 社会基盤環境工学プログラム
      - 社会基盤環境工学課程

    - 輸送機器環境工学プログラム
      - 輸送機器工学課程
      - 環境共生システム課程

    - 建築プログラム
      - 建築学課程
      - 建築工学課程

    - 注：教育プログラム配属は2年次前期、さらに課程配属は3年次前期
- 生物生産学部
  - 生物生産学科[注釈 24]
    - 生物圏環境学コース
      - 生物圏環境学プログラム（2018年まで）国際生物生産学プログラム（2019年から）

    - 水産生物科学コース
      - 水産生物科学プログラム（2018年まで）水圏統合科学プログラム（2019年から）

    - 動物生産科学コース
      - 動物生産科学プログラム（2018年まで）応用動植物科学プログラム（2019年から）

    - 食品科学コース
      - 食品科学プログラム

    - 分子細胞機能学コース
      - 分子細胞機能学プログラム（2018年まで）分子農学生命科学プログラム（2019年から）

    - 注：2年次に各コースに配属
- 情報科学部[10]
  - 情報科学プログラム
    - 計算機科学プログラム
    - データ科学プログラム
    - 知能科学プログラム
    - 注：上記は令和4年度入学生以後のプログラムであり、それ以前はインフォマティクスコースとデータサイエンスコースが存在した。

### 改組・再編後の大学院研究科（2019～）
2019年より11ある研究科を4研究科に再編。2019年に統合生命科学研究科と医系科学研究科を設置。2020年4月には人間社会科学研究科および先進理工系科学研究科を設置した。
人間社会科学研究科（2020～、博士課程前期・博士課程後期）
人間社会科学研究科は、総合科学研究科、文学研究科、教育学研究科、社会科学研究科、国際協力研究科、法務研究科の6研究科16専攻（一部を含む）を再編し、4専攻14学位プログラムで構成される。2020年4月新設。
- 人文社会科学専攻
  - 人文学プログラム（分野専門型学位プログラム）
    - 比較日本文化学、哲学、インド哲学、倫理学、中国思想文化学、日本史学、東洋史学、西洋史学、日本文学語学、中国文学語学、アメリカ・イギリス文学、英語学、ドイツ文学語学、フランス文学語学、言語学、地理学（人文地理学・自然地理学）、考古学、文化財学の18分野

  - 心理学プログラム（分野専門型学位プログラム）
  - 法学・政治学プログラム（分野専門型学位プログラム）
  - 経済学プログラム（分野専門型学位プログラム）
  - マネジメントプログラム（分野専門型学位プログラム）
  - 人間総合科学プログラム（融合型学位プログラム）
  - 国際平和共生プログラム（融合型学位プログラム）
  - 国際経済開発プログラム（融合型学位プログラム）
- 教育科学専攻
  - 教育学プログラム（分野専門型学位プログラム）
  - 教師教育デザイン学プログラム（分野専門型学位プログラム）
  - 日本語教育学プログラム（分野専門型学位プログラム）
  - 国際教育開発プログラム（融合型学位プログラム）
- 教職開発専攻
  - 教職開発プログラム（専門職学位プログラム：教職大学院）
- 実務法学専攻
  - 実務法学プログラム（専門職学位プログラム：法科大学院）

先進理工系科学研究科（2020～、博士前期課程・博士後期課程）
先進理工系科学研究科は、総合科学研究科、理学研究科、先端物質科学研究科、工学研究科、国際協力研究科の5研究科17専攻（一部を含む）を再編し、1専攻14学位プログラムで構成される。2020年4月新設。
- 先進理工系科学専攻（博士課程前期+後期）
  - 数学プログラム（分野専門型学位プログラム（理学系））
  - 物理学プログラム（分野専門型学位プログラム（理学系））
  - 地域惑星システム学プログラム（分野専門型学位プログラム（理学系））
  - 基礎化学プログラム（分野専門型学位プログラム（理学系））
  - 応用化学プログラム（分野専門型学位プログラム（工学系））
  - 化学工学プログラム（分野専門型学位プログラム（工学系））
  - 電気システム制御プログラム（分野専門型学位プログラム（工学系））
  - 機械工学プログラム（分野専門型学位プログラム（工学系））
  - 輸送・環境システムプログラム（分野専門型学位プログラム（工学系））
  - 建築学プログラム（分野専門型学位プログラム（工学系））
  - 社会基盤環境工学プログラム（分野専門型学位プログラム（工学系））
  - 情報科学プログラム（分野専門型学位プログラム（情報科学））
  - 量子物質科学プログラム（分野横断型学位プログラム）
  - 理工学融合プログラム（融合型学位プログラム）

統合生命科学研究科（2019～、博士前期課程・博士後期課程）
- 統合生命科学専攻
  - 生物工学プログラム
  - 食品生命科学プログラム
  - 生物資源科学プログラム
  - 生命環境総合科学プログラム
  - 基礎生物学プログラム
  - 数理生命科学プログラム
  - 生命医科学プログラム

医系科学研究科（2019～、博士前期課程・博士後期課程）
- 総合健康科学専攻（博士課程前期）
  - 保健科学プログラム
  - 薬科学プログラム
  - 公衆衛生学プログラム
  - 医学物理士プログラム
  - 生命医療科学プログラム
- 総合健康科学専攻（博士課程後期）
  - 保健科学プログラム
  - 薬科学プログラム
  - 生命医療科学プログラム
- 医歯薬学専攻（博士課程）
  - 医学専門プログラム
  - 歯学専門プログラム
  - 薬学専門プログラム
  - 放射線医科学専門プログラム

スマートソサイエティ実践科学研究院（※大学院人間社会科学研究科、大学院先進理工系科学研究科、大学院統合生命科学研究科、大学院医系科学研究科が連携）
- 研究領域
  - Cyber Physical System（サイバーフィジカルシステム）
  - 「Smart Mobility（スマートモビリティ）
  - Smart Energy（スマートエネルギー）
  - Smart Agriculture（スマートアグリカルチャー）
  - Global Health and Medical Science（国際医療保健）
  - Social Innovation Science（社会イノベーション科学）

博士課程教育リーディングプログラム
- 放射線災害復興を推進するフェニックスリーダー育成プログラム[注釈 25]
  - 放射線災害医療コース（4年制）
  - 放射能環境保全コース（5年制）
  - 放射能社会復興コース（5年制）

### 改組・再編前の大学院研究科（-2020）
総合科学研究科（博士前期課程・博士後期課程）
- 総合科学専攻[注釈 26]
  - 人間科学部門
    - 生命科学研究領域
分野：生命科学、脳科学
    - 人間行動研究領域
分野：認知行動科学、人間行動科学
    - 身体運動科学研究領域
分野：身体運動科学
    - 言語研究領域
分野：言語科学
    - 人間存在研究領域
分野：人間存在論

  - 環境科学部門
    - 自然環境研究領域
分野：環境生態学、地球表層環境科学
    - 総合物理研究領域
分野：複雑系物理学、相関系物理学
    - 情報システム環境領域
分野：情報システム環境学
    - 社会環境研究領域
分野：地域環境論、現代社会論

  - 文明科学部門
    - 文明史基礎研究領域
分野：文明史文化史研究、文化人類学、社会文化研究
    - 地域研究領域
分野：広域アジア研究、広域ヨーロッパ研究、英米研究

  - 21世紀科学プロジェクト群[注釈 27]
    - 総合科学研究プロジェクト
      - 言語と情報研究
      - 文明と自然研究
      - リスク研究
      - 資源エネルギー研究

    - 平和科学研究プロジェクト
      - ヒロシマ平和学

文学研究科（博士前期課程・博士後期課程）
- 人文学専攻
  - 総合人間学講座（教育研究分野：人間文化学分野）
    - 専門分野：比較日本文化学

  - 応用哲学・古典学講座（教育研究分野：思想文化学分野）
    - 専門分野：哲学、インド哲学、倫理学、中国思想文化学

  - 歴史文化学講座（教育研究分野：歴史文化学分野）
    - 専門分野：日本史学、東洋史学、西洋史学

  - 日本・中国文学語学講座（教育研究分野：日本・中国文学語学分野）
    - 専門分野：日本文学語学、中国文学語学

  - 欧米文学語学・言語学講座（教育研究分野：欧米文学語学・言語学分野）
    - 専門分野：アメリカ・イギリス文学、ドイツ文学語学、フランス文学語学、英語学、言語学

  - 地表圏システム学講座（教育研究分野：地表圏システム学分野）
    - 専門分野：地理学、考古学、文化財学

教育学研究科
- 博士課程前期[注釈 29]
  - 学習科学専攻[注釈 30]
    - 学習開発基礎専修
    - カリキュラム開発専修
      - カリキュラム開発研究プログラム
      - 初等教育開発プログラム[注釈 31]

  - 特別支援教育学専攻[注釈 32]
  - 科学文化教育学専攻[注釈 33]
    - 自然システム教育学専修
      - 自然システム教育学研究プログラム
      - 中等教科教育開発プログラム（理科教育）[注釈 34]

    - 数学教育学専修
      - 数学教育学研究プログラム
      - 中等教科教育開発プログラム（数学科教育）[注釈 35]

    - 技術・情報教育学専修
    - 社会認識教育学専修
      - 社会認識教育学研究プログラム
      - 中等教科教育開発プログラム（社会科教育）[注釈 36]

  - 言語文化教育学専攻[注釈 37]
    - 国語文化教育学専修
      - 国語文化教育学研究プログラム
      - 中等教科教育開発プログラム（国語科教育）[注釈 38]

    - 英語文化教育学専修
      - 英語文化教育学研究プログラム
      - 中等教科教育開発プログラム（英語科教育）[注釈 39]

    - 日本語教育学専修

  - 生涯活動教育学専攻[注釈 40]
    - 健康スポーツ教育学専修
      - 健康スポーツ教育学研究プログラム
      - 中等教科教育開発プログラム（保健体育科教育）[注釈 41]

    - 人間生活教育学専修
    - 音楽文化教育学専修
    - 造形芸術教育学専修

  - 教育学専攻[注釈 42]
    - 教育学研究プログラム
    - 学校経営・行政開発プログラム[注釈 43]

  - 心理学専攻[注釈 44]
    - 標準コース（標準的教育プログラム）
    - 心理臨床学コース（臨床心理士養成教育プログラム）

  - 高等教育開発専攻[注釈 45]
  - 留学生特別コース
- 博士課程後期
  - 学習開発専攻[注釈 46]
  - 文化教育開発専攻[注釈 47]
  - 教育人間科学専攻[注釈 48]

社会科学研究科（博士前期課程・博士後期課程）
- 法政システム専攻[注釈 50]
  - 履修プログラム（前期課程）
    - 公共法政プログラム
    - ビジネス法プログラム
    - グローバル法政プログラム
- 社会経済システム専攻[注釈 51]
  - 履修プログラム（前期課程）
    - ファイナンスプログラム
    - 経済分析プログラム
    - 公共政策プログラム
    - 比較経済システムプログラム
- マネジメント専攻[注釈 52]
  - 履修プログラム（前期課程）
    - マネジメントプログラム
    - アジアマネジメントプログラム

理学研究科（博士前期課程・博士後期課程）
- 数学専攻
  - 代数数理講座
研究分野：代数数理
  - 多様幾何講座
研究分野：多様幾何
  - 数理解析講座
研究分野：数理解析
  - 確率統計講座
研究分野：確率統計
  - 総合数理講座
研究分野：総合数理
- 物理科学専攻
  - 宇宙・素粒子科学講座
研究分野：素粒子論（理論）、宇宙物理学（理論）、クォーク物理学（実験）、高エネルギー宇宙（実験）、可視赤外線天文学（実験）
  - 物性科学講座
研究分野：構造物性学、電子物性学、光物性学、分子光科学
  - 放射光科学講座[注釈 54]
研究分野：放射光物性学、放射光物理学
- 化学専攻
  - 分子構造化学講座
研究分野：構造物理化学、固体物性化学（無機固体・構造・物性）、錯体化学（金属錯体の合成・構造・反応）、分析化学（分光分析化学・分離化学・溶液化学）、構造有機化学（有機合成化学・超分子化学・構造有機化学）、光機能化学
  - 分子反応化学講座
研究分野：反応物理化学（化学反応論・反応動力学）、量子化学（理論化学・計算化学・分光学・分子集積体の物性・高分子物性）、有機典型元素化学、反応有機化学、放射線反応化学
- 生物科学専攻
  - 動物科学講座
研究分野：発生生物学、細胞生物学、情報生理学
  - 植物生物学講座
研究分野：植物分類・生態学、植物生理化学、植物分子細胞構築学
  - 多様性生物学講座[注釈 55]
研究分野：海洋分子生物学、島嶼環境植物学
  - 両生類生物学講座[注釈 56]
研究分野：両生類発生遺伝学、両生類多様化機構学、両生類分化制御機構学
  - 植物遺伝子資源学講座[注釈 57]
研究分野：植物遺伝子資源学
- 地球惑星システム学専攻[注釈 58]
研究分野：地球惑星進化学、地球ダイナミクス、地球環境・資源学
- 数理分子生命理学専攻
  - 数理計算理学講座
研究分野：非線形数理学、現象数理学、複雑系数理学
  - 生命理学講座
研究分野：分子生物物理学、自己組織化学、生物化学、分子遺伝学、分子形質発現学、遺伝子化学

先端物質科学研究科（博士前期課程・博士後期課程）
- 量子物質科学専攻[注釈 59]
  - 量子物質科学講座[注釈 60]
  - 量子物性講座[注釈 61]
- 分子生命機能科学専攻[注釈 62]
  - 分子生命機能科学講座[注釈 63]
  - 生命システム科学講座[注釈 64]
- 半導体集積科学専攻[注釈 65]
  - 半導体集積科学講座[注釈 66]
  - 集積システム講座[注釈 67]
- 半導体・バイオ融合教育プログラム
全専攻の学生を対象とした履修プログラム

医歯薬保健学研究科
- 医歯薬学専攻（4年制博士課程）
  - 医学専門プログラム[注釈 69]；医学講座
  - 歯学専門プログラム[注釈 70]；歯学講座
  - 薬学専門プログラム[注釈 71]；薬学講座
  - 放射線医科学専門プログラム[注釈 72]；放射線医科学講座【協力講座】
- 薬科学専攻[注釈 73]（博士前期課程・博士後期課程）
  - 薬科学講座
- 保健学専攻（博士前期課程・博士後期課程）
  - 看護開発科学講座[注釈 74]
  - 心身機能生活制御科学講座[注釈 75]
- 口腔健康科学専攻[注釈 76]（博士前期課程・博士後期課程）
  - 口腔健康科学講座
    - クリニカルコース（前期課程）
    - リサーチコース（前期課程）
- 医歯科学専攻（修士課程）[注釈 77]
  - 医歯科学コース
  - 医学物理士コース

工学研究科（博士前期課程・博士後期課程）
- 機械システム工学専攻
  - 機械システム工学講座[注釈 79]
- 機械物理工学専攻
  - 機械材料工学講座[注釈 80]
  - エネルギー工学講座[注釈 81]
- システムサイバネティクス専攻
  - システム基礎講座[注釈 82]
  - サイバネティクス応用講座[注釈 83]
- 情報工学専攻
  - 情報工学講座[注釈 84]
- 化学工学専攻
  - 化学工学講座[注釈 85]
- 応用化学専攻
  - 応用化学講座[注釈 86]
- 社会基盤環境工学専攻
  - 構造工学講座[注釈 87]
  - 環境工学講座[注釈 88]
- 輸送・環境システム専攻
  - 輸送・環境システム講座[注釈 89]
- 建築学専攻
  - 建築構造学講座[注釈 90]
  - 建築計画学講座[注釈 91]

生物圏科学研究科（～2018、博士前期課程・博士後期課程）
- 生物資源科学専攻[11]
  - 陸域動物生産学講座
教育科目：家畜育種遺伝学、家畜生殖学、家畜飼養学、家畜生体機構学、家畜管理学
  - 水圏生物生産学講座
教育科目：水族生理学、水族病理学、水族生態学、水圏資源生物学、水族生化学、水産増殖学
  - 食料資源経済学講座
教育科目：食料生産管理学、食料市場学
  - 瀬戸内圏フィールド科学講座【協力講座】
教育科目：陸域生物圏フィールド科学、海域生物圏フィールド科学
- 生物機能開発学専攻[11]
  - 分子生命開発学講座
教育科目：免疫生物学、酵素化学、微生物機能学、生態機能物質化学、生体分子機能学
  - 食資源科学講座
教育科目：海洋生物資源化学、動物資源化学、食品物理学、食品工学、食品衛生学、分子栄養学、醸造資源開発学[注釈 92]
- 環境循環系制御学専攻[11]
  - 環境予測制御論講座
教育科目：陸域・大気循環予測論、気水圏循環変動予測論、水域循環制御論、植物栄養生理学、海洋環境制御論[注釈 93]、陸域生態系制御論[注釈 94]
  - 環境評価論講座
教育科目：海洋生態系評価論、海洋生態系進化論[注釈 95]、浅海域環境保全論[注釈 96]、植物環境評価論、植物環境分析学、微生物環境評価論

国際協力研究科（博士前期課程・博士後期課程）
- 開発科学専攻
  - 開発政策講座；開発政策コース
  - 開発技術講座；開発技術コース
  - 平和共生講座；平和共生コース
- 教育文化専攻
  - 教育文化講座
    - 教育開発コース
    - 文化コース

法務研究科（専門職学位課程、法科大学院）
- 法務専攻[注釈 97]
  - 2年コース（法学既修者）
  - 3年コース（法学未修者）

#### 専攻科
- 特殊教育特別専攻科
  - 知的障害教育専攻

#### 学術院
教員組織として2016年4月1日に設置。教員の所属が従来の研究科・研究院などから学術院に移行。
- 人文学分野
ユニット：哲学・倫理学・宗教学・芸術学、人類学・地理学・歴史学、英語圏文学・英語学、外国文学・外国語学、日本文学・日本語学
- 社会科学
ユニット：法学・政治学、経済学・経営学、社会学、心理学、教育学、教科教育学、スポーツ科学
- 理工学
ユニット：数学、情報学、地球科学・環境学、素粒子・宇宙物理・天文学、物性物理、基礎化学、応用化学・化学工学、機械・総合工学、電気電子・システム工学、社会基盤・建築学
- 生物・生命科学
ユニット：農学、生物工学、生物環境、基礎生物学、生命科学、生命薬科学、生命医科学、生命歯科学
- 健康科学
ユニット：社会医学、臨床医学(内科系)、臨床医学(外科系)、臨床歯学、保健学

#### 附属機関・施設

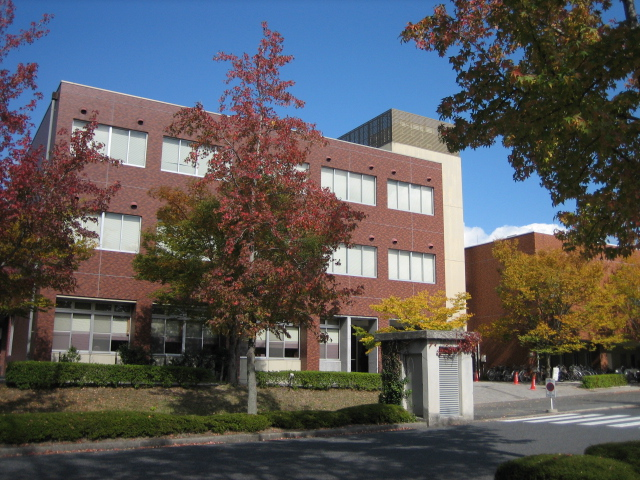
情報メディア教育研究センター［本館］

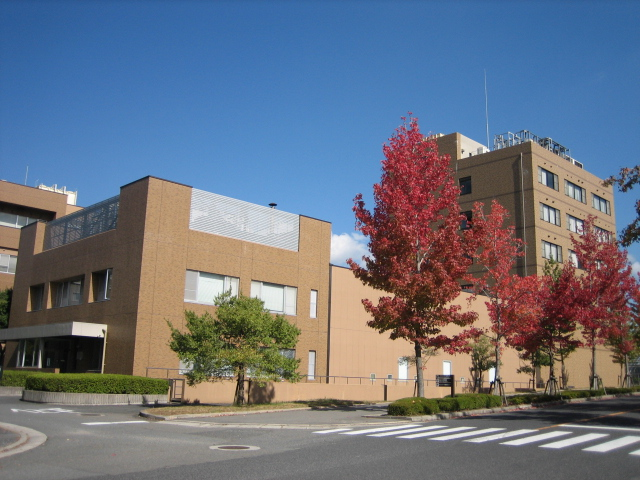
ナノデバイス・バイオ融合科学
研究所

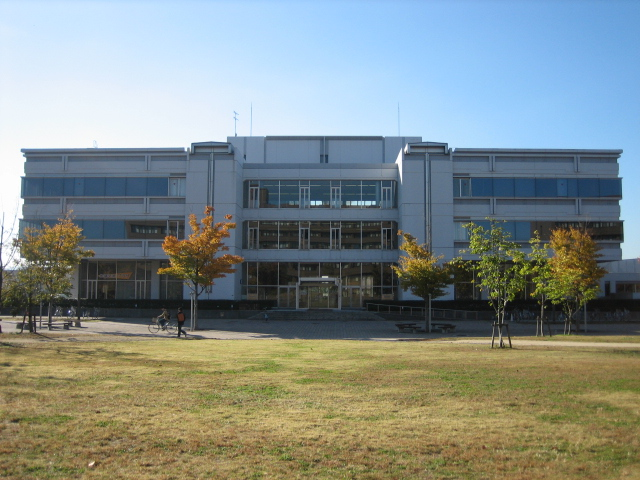
中央図書館

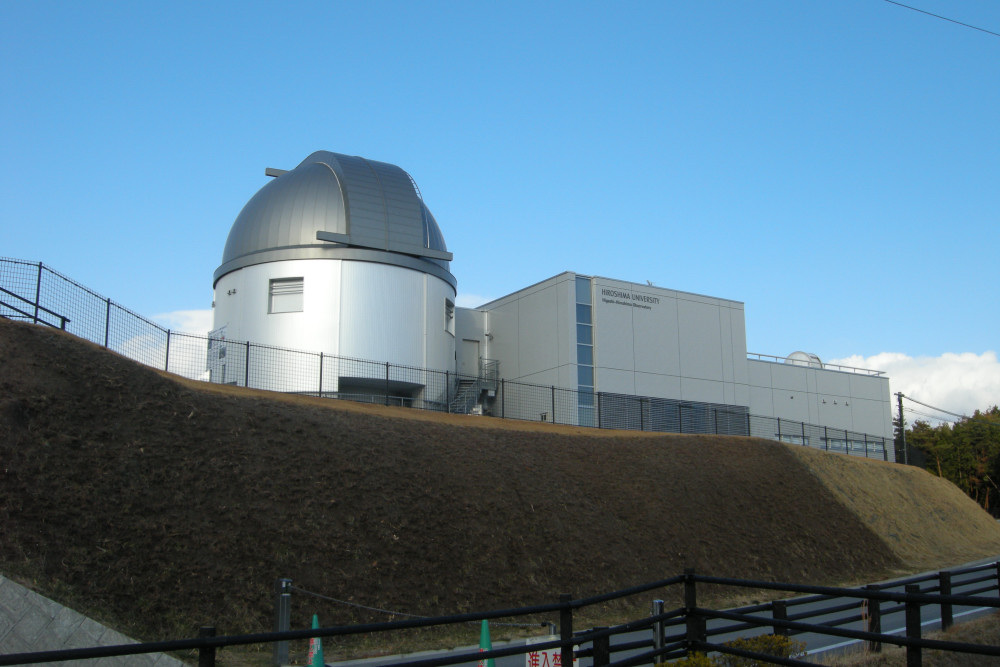
宇宙科学センター附属東広島天文台

- 附置研究所
  - 原爆放射線医科学研究所
    - 放射線障害機構研究部門
細胞修復制御研究分野、放射線細胞応答研究分野、疾患モデル解析研究分野、ゲノム発現情報研究分野
    - 放射線影響評価研究部門
分子疫学研究分野、計量生物研究分野、線量測定・評価研究分野、放射線障害情報研究分野
    - ゲノム障害医学研究センター
放射線ゲノム疾患研究分野、ゲノム障害病理研究分野、がん分子病態研究分野、分子発がん制御研究分野
    - 放射線災害医療研究センター
幹細胞機能学研究分野、放射線医療開発研究分野、血液・腫瘍内科研究分野、腫瘍外科研究分野、国際緊急被ばく医療研究分野
    - 附属被ばく資料調査解析部
    - 附属放射線先端医学実験施設
- 広島大学病院（医科・歯科）
  - 広島大学歯科診療所
- 図書館
  - 中央図書館
  - 東図書館
  - 西図書館
  - 霞図書館
  - 東千田図書館
- 教養教育本部
- 学部等附属の教育研究施設[注釈 99]
  - 薬学部附属
    - 薬用植物園

  - 生物生産学部
    - 練習船「豊潮丸」

  - 教育学研究科附属
    - 幼年教育研究施設
    - 教育実践総合センター
    - 特別支援教育実践センター
    - 心理臨床教育研究センター

  - 社会科学研究科附属
    - 地域経済システム研究センター

  - 理学研究科附属
    - 臨海実験所（広島県尾道市）[12]
    - 宮島自然植物実験所（広島県廿日市市の厳島内）[13]
    - 両生類研究センター
    - 植物遺伝子保管実験施設
    - 理学融合教育研究センター

  - 大学院医歯薬保健学研究科
    - 先駆的看護実践支援センター
    - 先駆的リハビリテーション実践支援センター

  - 生物圏科学研究科附属
    - 瀬戸内圏フィールド科学教育研究センター[注釈 100]
      - 陸域生物圏部門
      - 動植物精密実験部門
      - 食資源機能開発部門
      - 海域生物圏部門
      - 西条ステーション（農場、広島県東広島市）
      - 竹原ステーション（水産実験所、広島県竹原市）

  - 法務研究科附属
    - リーガル・サービス・センター

  - 文学研究科・文学部附属
  - 内海文化研究施設[14]
  - 帝釈峡野外実習施設（帝釈峡遺跡群発掘調査室、広島県庄原市東城町)[15]
- 全国共同利用施設
  - 放射光科学研究センター
- 中国・四国地区国立大学共同利用施設
  - 西条共同研修センター（東広島市）[16]
- 学内共同教育研究施設など
  - ナノデバイス・バイオ融合科学研究所
  - 高等教育研究開発センター
  - 情報メディア教育研究センター
  - 自然科学研究支援開発センター
  - 森戸国際高等教育学院（旧国際センター、旧留学生センター）
  - 産学・地域連携センター
  - 教育開発国際協力研究センター
  - 保健管理センター
  - 平和科学研究センター
  - 環境安全センター（旧中央廃液処理施設）
  - 広島大学総合博物館（旧総合地誌研究資料センター）
    - 埋蔵文化財調査部門
    - 展示情報・研究企画部門

  - 北京研究センター
  - 宇宙科学センター
  - 外国語教育研究センター
  - 文書館
  - スポーツ科学センター
  - HiSIM（Hiroshima-university STARC IGFET Model）研究センター
  - 先進機能物質研究センター
  - 現代インド研究センター
  - サステナブル・ディベロップメント実践研究センター
  - ダイバーシティ研究センター
  - 両生類研究センター
  - トランスレーショナルリサーチセンター
  - 脳・こころ・感性科学研究センター
  - 防災・減災研究センター
  - ゲノム編集イノベーションセンター
  - デジタルものづくり教育研究センター
  - AI・データイノベーション教育研究センター（東千田未来創生センター内）[17]
- 学内共同利用施設
  - ハラスメント相談室
- 附属学校

前身となった複数の旧制前身校（高師、女高師、師範(男子部・女子部)）からそのまま引き継がれた事情から、附属学校の数は11校に上る。なお、将来的には、現在5地区11校園で構成される附属学校園を、3地区8校園へと再編する予定である。
- 広島大学附属幼稚園（東広島市）
- 広島大学附属三原幼稚園
- 広島大学附属小学校
- 広島大学附属東雲小学校
- 広島大学附属三原小学校
- 広島大学附属中学校
- 広島大学附属東雲中学校
- 広島大学附属三原中学校
- 広島大学附属福山中学校
- 広島大学附属高等学校
- 広島大学附属福山高等学校

- 各理事室所属のセンター等
  - 教育室
    - アクセシビリティセンター
    - 入学センター
    - キャリアセンター
    - ピア・サポート・ルーム
    - エクステンションセンター

  - 国際室
    - 国際センター

  - 学術・社会産学連携室
    - 技術センター
    - ものづくりプラザ
    - 若手研究人材養成センター

  - 医療政策室
    - 緊急被ばく医療推進センター

  - 財務・総務室
    - 人材育成推進室
    - 障がい者雇用推進室
    - 男女共同参画推進室
- 学外の拠点施設
  - 東京オフィス（キャンパス・イノベーションセンター内）
  - 福山サテライトオフィス（広島県福山市の福山商工会議所内）
  - 西条サテライトオフィス
  - 入学センター大阪オフィス
  - 入学センター福岡オフィス
  - 北京研究センター（中華人民共和国）
  - 広島大学オフィス（ロシア連邦トムスク国立教育大学内）
  - KU-HUコラボレーションリソースセンター（ケニアのケニヤッタ大学内）
- その他
  - 広島大学出版会
  - 学生プラザ
  - サタケメモリアルホール
  - 広島大学学士会館（学士会の所有する「学士会館」ではない）
  - 大学会館
  - 西条共同研修センター
  - 西条総合運動場
  - 国際交流会館
  - 東体育館
  - 西体育館
  - 北体育館
  - 陸上競技場
  - 野球場

など

### 研究

#### 21世紀COEプログラム
21世紀COEプログラムとして、下記5件のプロジェクトが採択された。
- 情報・電気・電子
  - 2002 - 2006年度
    - テラビット情報ナノエレクトロニクス

人文科学
  - 2002 - 2006年度
    - 21世紀型高等教育システム構築と質的保証

医学系
  - 2003 - 2007年度
    - 放射線災害医療開発の先端的研究教育拠点

学際・複合・新領域
  - 2003 - 2007年度
    - 社会的環境管理能力の形成と国際協力拠点

革新的な学術分野
  - 2004 - 2008年度
    - 超速ハイパーヒューマン技術が開く新世界

#### グローバルCOEプログラム
グローバルCOEプログラムとして、下記1件のプロジェクトが採択された。
- 数学・物理学・地球科学
  - 2008 - 2012年度
    - 現象数理学の形成と発展（※ 申請大学 : 明治大学、連携先大学 : 広島大学）

#### COE形成プログラム
COE形成プログラムとして、下記1件のプロジェクトが採択された。
- 複合自由度機能物質研究拠点
  - 2001 - 2005年度
    - 複合自由度をもつ電子系の創製と新機能開拓

#### 文化庁「日本語教師養成・研修推進拠点整備事業」
- 2023年度～

中国・四国ブロック（鳥取県・島根県・岡山県・広島県・山口県・徳島県・香川県・愛媛県・高知県）における拠点として採択された（2023年10月26日　第160回学長定例記者会見発表）。

#### その他の採択プログラム
上記のCOEに関連する採択プログラム以外で、これまでに広島大学で採択されたものは以下の通りである（採択プログラムの種別ごとにまとめる）。
- 大学教育・学生支援推進事業【テーマA】大学教育推進プログラム
  - 2009 - 2011年度
    - 新世代到達目標型教育プログラムの構築

  - 2010 - 2012年度
    - 次世代の歯科医療を拓くバイオデンタル教育
- 質の高い大学教育推進プログラム（略称「教育GP」）
  - 2008 - 2010年度
    - 工学教育を支える「数学力」養成プログラム
    - アクセシビリティリーダー育成プログラム
- 組織的な大学院教育改革支援プログラム
  - 2007 - 2009年度
    - 文理融合型リサーチマネージャー養成
    - グローバルインターンシップ推進拠点の形成
    - Ed.D型大学院プログラムの開発と実践
    - 世界レベルのジオエキスパートの養成
    - 数理生命科学融合教育コンソーシアムの形成（※ 明治大学との共同申請）

  - 2008 - 2010年度
    - 食料・環境系高度専門実践技術者養成
    - バイオデンティスト育成プログラム
- 大学教育充実のための戦略的大学連携支援プログラム（略称「戦略GP」）
  - 2008 - 2010年度
    - 高大連携による過疎地域の人材育成及びICカードを活用した「ひろしまカレッジ」（※ 広島経済大学ほか16大学との共同申請）

  - 2009 - 2011年度
    - 医療・情報・工学連携による学部・大学院連結型情報医工学プログラム構築と人材育成（※ 広島市立大学、広島工業大学との共同申請）
- 特色ある大学教育支援プログラム（略称「特色GP」）
  - 2004 - 2007年度
    - 高等教育のユニバーサルデザイン化

  - 2005 - 2008年度
    - 工学系数学基礎学力の評価と保証（※ 山口大学との共同申請）

  - 2006 - 2009年度
    - 協調演習による理学的知力の育成支援
- 現代的教育ニーズ取組支援プログラム（略称「現代GP」）
  - 2004 - 2005年度
    - 「国境を越えるエンジニア」教育プログラム

  - 2004 - 2006年度
    - 大学間連携によるフィールド教育体系の構築 －中国・四国地域の農学系学部をモデルとして－（※ 鳥取大学、岡山大学、山口大学、愛媛大学、広島県立大学（現・県立大学広島）との共同申請）

  - 2006 - 2008年度
    - 学生提案型キャリア形成システム基盤構築
    - 地域連携薬剤師高度化教育プログラム

  - 2008 - 2009年度
    - 子どもの心と学び支援プログラムの展開
- 「魅力ある大学院教育」イニシアティブ
  - 2005 - 2006年度
    - 数理生命科学ディレクター養成プログラム
    - 国際協力学を拓く実践的研究者養成の試み
- 周産期医療環境整備事業
  - 2009年度
    - 広島大学周産期医療環境整備事業（NICU等設置）
- 大学病院連携型高度医療人養成推進事業
  - 2008 - 2012年度
    - 山陽路・高度医療人養成プログラム
- がんプロフェッショナル養成プラン
  - 2007 - 2011年度
    - 銀の道で結ぶがん医療人養成コンソーシアム（※ 鳥取大学、島根大学との共同申請）
- 地域医療等社会的ニーズに対応した質の高い医療人養成推進プログラム（略称「医療人GP」）
  - 2006 - 2008年度
    - 実践的ヒューマン・コミュニケーション教育
- 法科大学院等専門職大学院形成支援プログラム
  - 2004 - 2006年度
    - 法律相談事例を活用した実務基礎教育の充実
    - 実務技能教育教材共同開発共有プロジェクト（※ 名古屋大学ほか10大学との共同申請）
- 専門職大学院等教育推進プログラム
  - 2007 - 2008年度
    - 実務技能教育指導要綱作成プロジェクト（※ 名古屋大学ほか15大学との共同申請）
- 大学・大学院における教員養成推進プログラム（略称「教員養成GP」）
  - 2005 - 2006年度
    - メンター制構築による実践的指導力の高度化
- 大学教育の国際化推進プログラム
  - 2007 - 2009年度
    - 平和学共同修士プログラムの開発・国際展開（※ 立命館大学との共同申請、ほか海外5大学と連携）
- 大学病院業務改善推進事業
  - 2009年度
    - 広島大学業務改善推進事業
- 海外先進教育研究実践支援プログラム
  - 2005年度
    - 21世紀型教員養成教育の開発と実践（欧米の先進的教員養成システムに基づく教育プログラムの構築）

## 学生生活

### オリエンテーションキャンプ
学部新入生（留年・復学、編入生を含む）を対象としたオリエンテーションキャンプ（通称オリキャン）が催されている。ただし、この行事は公認している学部とそうでない学部（自主開催）があり、スタッフとして2年生以上の学部生が参加している。また、学部の公認行事となっている場合には教員が参加する。

### 大学祭
広島大学では現在4つの大学祭があり、毎年7月・11月に開催されている。
- 広島大学大学祭（東広島キャンパス）：広島大学大学祭実行委員会主催による全学規模の大学祭。ステージが総合科学部棟前の「スペイン広場」に設けられ、この周辺がメイン会場になる。さらに、各部局が主催するイベントや企業などが協賛したイベントも同時並行で開催されている。(11月)
- ゆかたまつり(東広島キャンパス)：広島大学大学祭実行委員会主催による全学規模の大学祭。ステージが総合科学部棟前の「スペイン広場」に設けられ、この周辺がメイン会場になる。さらに、各部局が主催するイベントや企業などが協賛したイベントも同時並行で開催されている。ゆかたの着用が多い(7月)
- 広島大学教育学部祭（通称E-storm，Eスト）（東広島キャンパス）：教育学部の大学祭。上記の広島大学大学祭と同日に並行して開催されている。(11月)
- 広島大学霞祭（霞キャンパス）：霞地区（医学部・歯学部・薬学部）の大学祭。東広島キャンパスの大学祭とは別の日に開催されている。(11月)

### スポーツ
- 硬式野球部は広島六大学野球連盟に加盟し、リーグ戦優勝回数は通算12回。2002年秋のリーグ戦で優勝し、続く中四国地区代表決定戦で強豪東亜大学などを退けた末、明治神宮大会（第33回大会）に4度目の出場を果たした。以降、2009年秋（地区決定戦敗退）、2018年春（第67回大学選手権出場）のリーグ戦で優勝。

## 大学関係者と組織

### 大学関係者組織
- 広島大学の同窓会には、社団法人尚志会（文学部・教育学部・理学部）、社団法人広島大学工学同窓会（工学部）、広楓会（旧政経学部および法学部・経済学部）、広仁会（医学部医学科）、総合科学部同窓会（総合科学部）、暁霞会（医学部保健学科）、歯学部同窓会（歯学部）、薬学同窓会（薬学部）、緑翠会（生物生産学部）などがあり、これらの学部学科別の同窓会の連合体として、全学の同窓会組織である広島大学同窓会がある。
- 篤志献体の組織が広島大学にも組織されており、広島大学白菊会という名称で活動をしている。毎年、広島大学献体者慰霊祭を広島大学本部などと合同で開催している。

## 施設

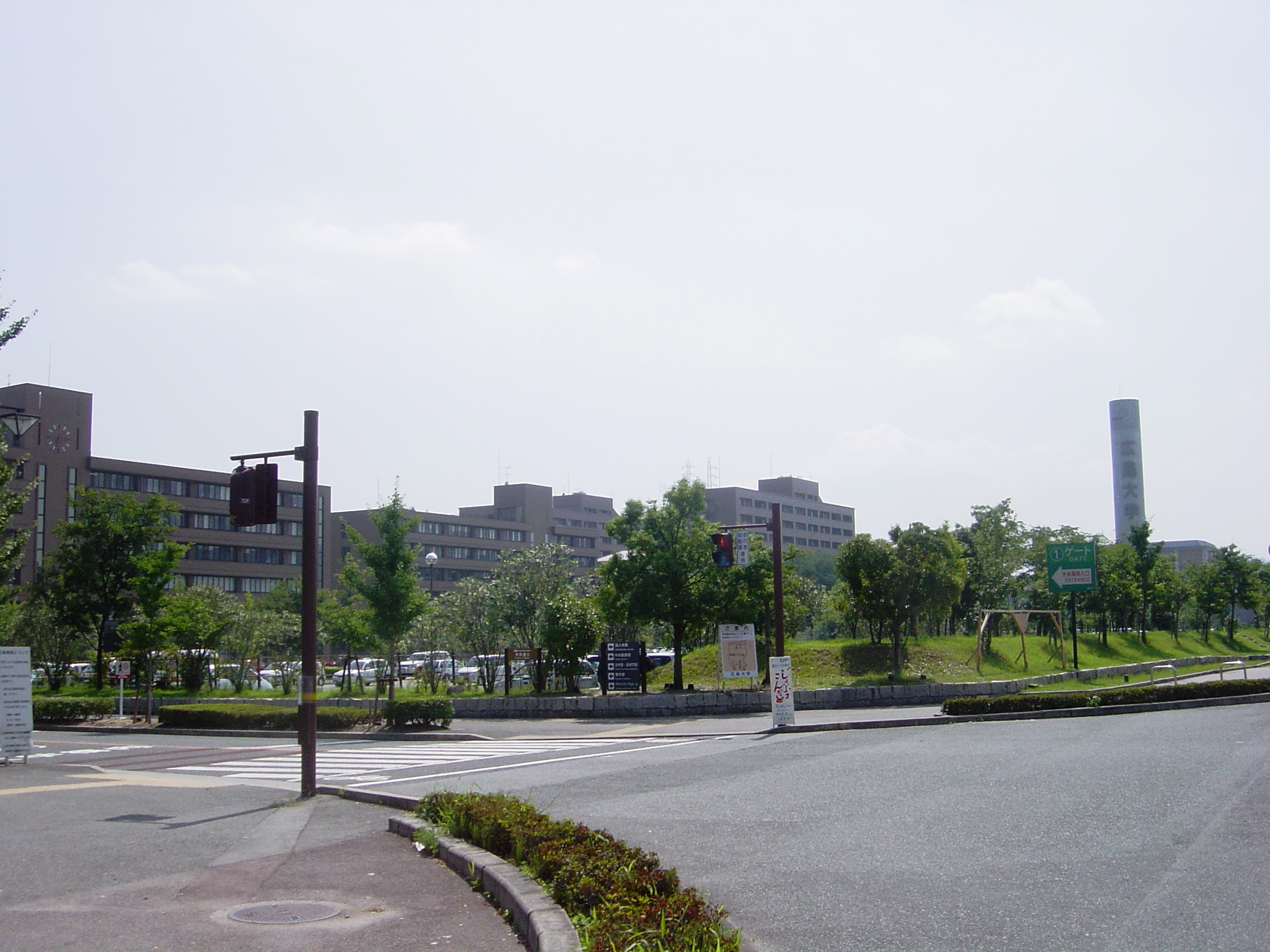
東広島キャンパス

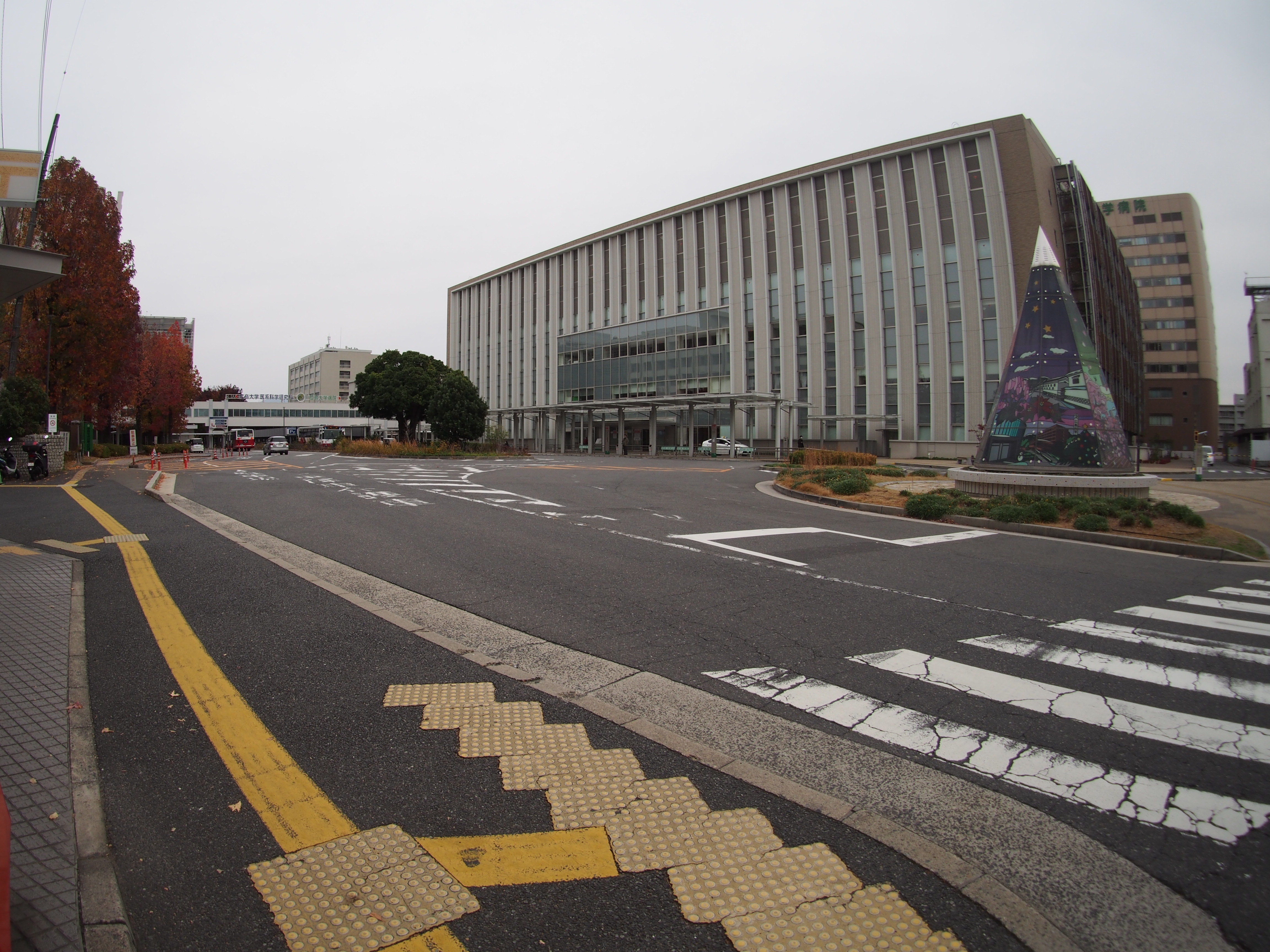
霞キャンパス

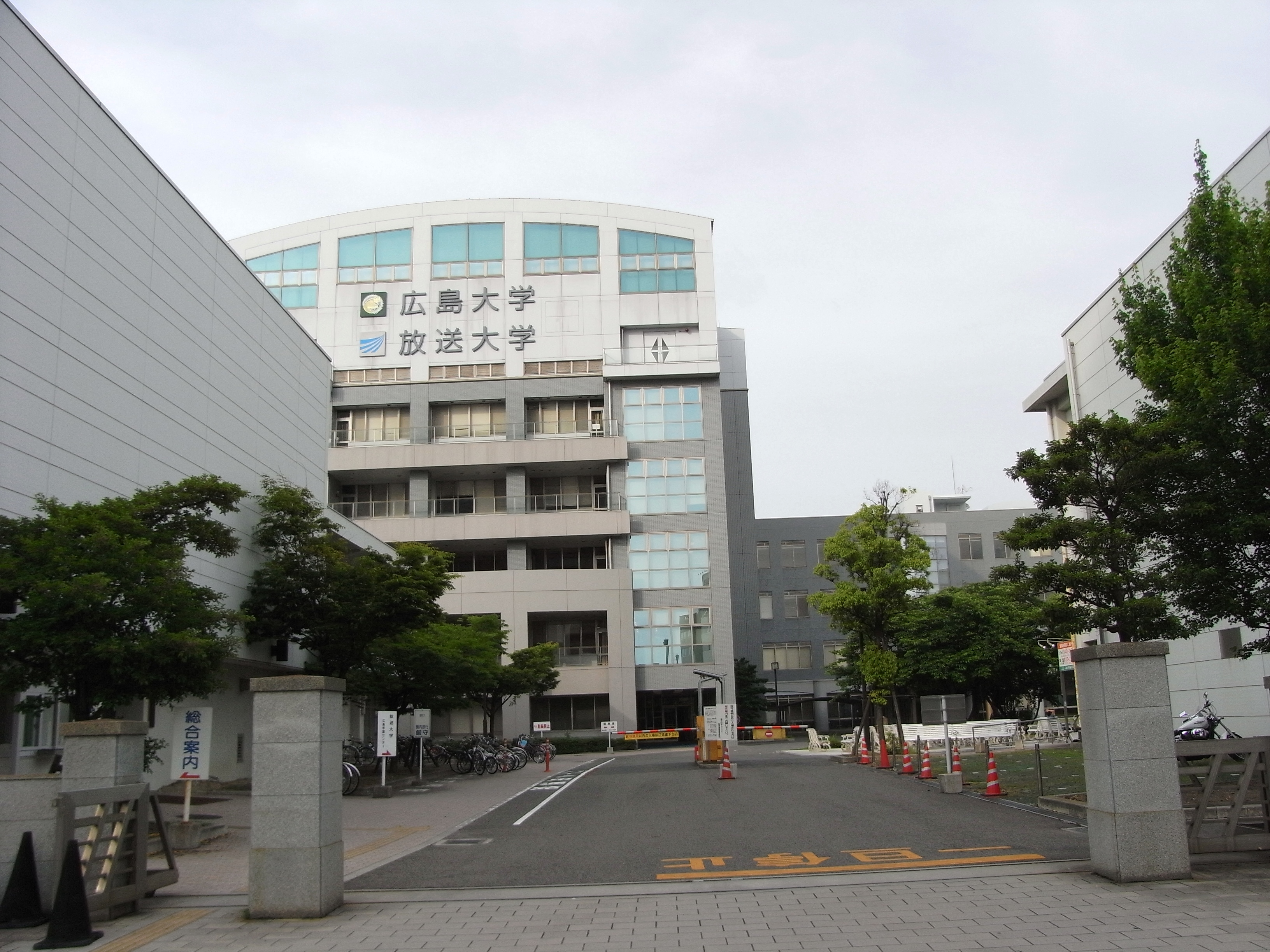
東千田キャンパス

### 東広島キャンパス
- 使用学部：総合科学部、文学部、教育学部、経済学部（昼間コース）、理学部、工学部、生物生産学部
- 使用研究科：大学院総合科学研究科、文学研究科、教育学研究科、社会科学研究科（マネジメント専攻を除く）、理学研究科、工学研究科、生物圏科学研究科
- 使用附属施設：上記部局等に関連する附属機関・施設
- 交通アクセス：「広大中央口」「広大北口」「広大二神口」「二神山」「広大西口」「大学会館前」「ががら口」「広大東口」「山中池」各バス停のうち目的施設に近いものを利用[20]。
  - JR山陽本線 西条駅・八本松駅、JR山陽新幹線 東広島駅の3駅から路線バス（JRバス中国・芸陽バス二社共同運行）に乗車する。

北緯34度24分11.1秒 東経132度42分53.1秒
法人本部もあるメインキャンパス。1982年から1995年の間に旧キャンパスから順次統合移転を完了。キャンパス建設前の一帯は山林に囲まれたぶどう畑や田畑と数戸の農家が点在する場所であった。現在、キャンパス中央に広がる「ぶどう池」は当時のぶどう畑に因んで名付けられたものである。なお、移転が決定した当時は、山陽本線西条駅から東広島キャンパスを経由して、東広島駅へ至る新交通システム（モノレール）の建設構想があった。当キャンパスの面積は249.2ha で、これは日本国内の大学の単一キャンパスとしては筑波大学（筑波キャンパス 257ha）に次ぐ有数の広さである。このキャンパス内には、大学創立50周年を記念して2003年に開館した広島大学サタケメモリアルホールもある。音響設備やオーケストラピットを備えた多目的ホールである。2022年から同キャンパス内に米国大学日本校のアリゾナ州立大学サンダーバードグローバル経営大学院日本校も併設した。

#### 学生寮
- 池の上学生宿舎
4つのタイプの宿舎があり、うち一つが女子用。いずれのタイプも留学生と共用で、個室。収容定員は計560人。

### 霞キャンパス
- 使用学部：医学部、歯学部、薬学部
- 使用研究科：大学院医系科学研究科
- 使用附属施設：上記部局等に関連する附属機関・施設
- 交通アクセス：「大学病院前」バス停下車[24]。
  - 広島駅から302まちのわループ右回り（もしくは312,322,332,342号線）に乗車、紙屋町県庁前からは23号横県線に乗車する。

北緯34度22分52.2秒 東経132度28分46.7秒
医歯薬学系の部局などが所在するキャンパス。第二次世界大戦前の陸軍兵器支廠の跡地（当時の煉瓦造りの建物を模した「医学資料館」がキャンパス内に所在する）。戦後、県庁が一時置かれていた後に医学部・附属病院が移転してきたもので、かつては正門前付近に旧国鉄宇品線上大河駅が存在していた。また国立大学法人化までは文部科学省大臣官房文教施設部広島工事事務所もこのキャンパス内に置かれていた。附属施設である広島大学病院の新しい医科外来診療棟の建設が予定されている。医歯薬の3学部6学科が揃っている単一キャンパスであり、広島大学ではチーム医療を学ぶ上で利便性のある環境であると謳っている。

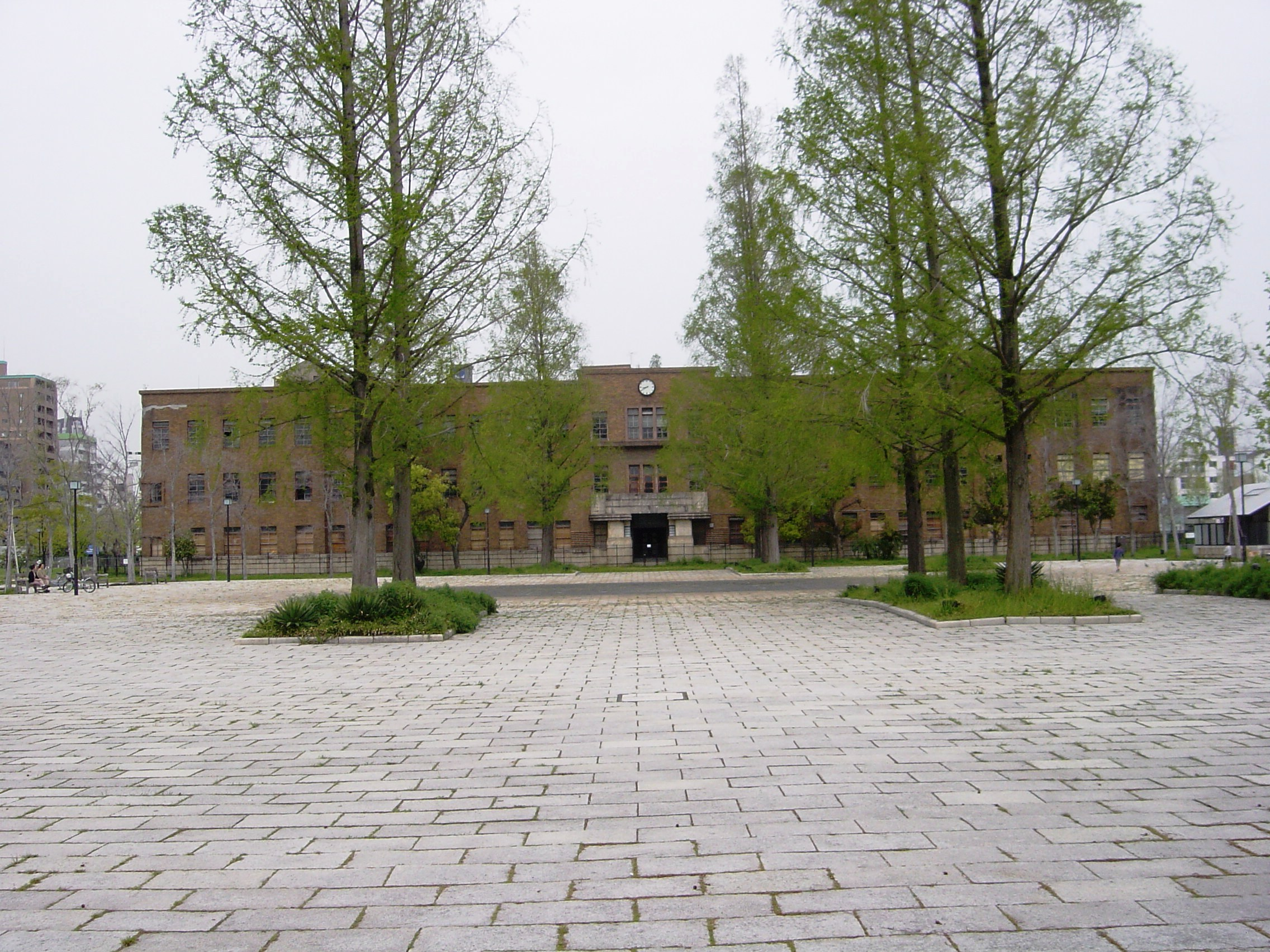
東千田公園（旧東千田キャンパス・建物は旧理学部一号館）

### 東千田キャンパス
- 使用学部：法学部（昼間コース）、法学部夜間主コース、経済学部夜間主コース
- 使用研究科：大学院社会科学研究科マネジメント専攻、法務研究科
- 使用附属施設：上記部局等に関連する附属機関・施設
- 交通アクセス：「日赤病院前」電停・バス停下車 徒歩2分[26]。
  - 広島駅から広島電鉄1号線もしくはバス301まちのわループ左回りに乗車、紙屋町からは広島電鉄1,3,7号線に乗車する。

北緯34度22分49.5秒 東経132度27分24.8秒
広島市中区にあるキャンパス。現在の東千田キャンパスは、広島大学の前身に当たる広島文理科大学・広島高等師範学校の校地（新制移行後の旧・東千田キャンパス）の一部分に当たる（移転前の大学会館とグランド部分（放送大学広島学習センターを併設）。他の部分は移転後、一部は市営東千田公園に、残りは「hitoto広島」と命名された再開発エリア。）。最寄りの電停は2001年まで「広島大学前」という名称であったが、法人本部が東広島市へ移転し、一部の部局のみが残ったため実態に合わなくなり、「日赤病院前」に改称された。統合移転前の旧東千田キャンパス（本部跡地・現在の東千田公園など）の正門から(旧)理学部1号館に続く通りには、両側にフェニックスが植えられ、初代学長にちなんで「森戸道路」と呼ばれていた。統合移転前の旧東千田キャンパスには、大学本部・大学会館・図書館・体育館・総合科学部（旧教養部）・法学部・経済学部・教育学部（旧学校教育学部を除く）・文学部・理学部・附属小学校・附属中学校・附属高校 などがあった。現在の東千田キャンパスでは、旧大学会館の建物の一部が改装され利用されている。
移転を期に、この地には様々な施設の建設計画が挙がっていた。まず、県立がんセンターの候補地、2002年前後には広島県庁舎移転の最有力候補地となった。2003年にはここにサッカー専用スタジアムを建設しサンフレッチェ広島のホームスタジアムとする計画が挙がった。しかし用地買収費の問題があり、結局いずれも断念した。その後「hitoto広島」として再開発が行われ、53階建ての分譲タワーマンションをはじめ、6つの建物が竣工した。

### 廃止されたキャンパス・校地

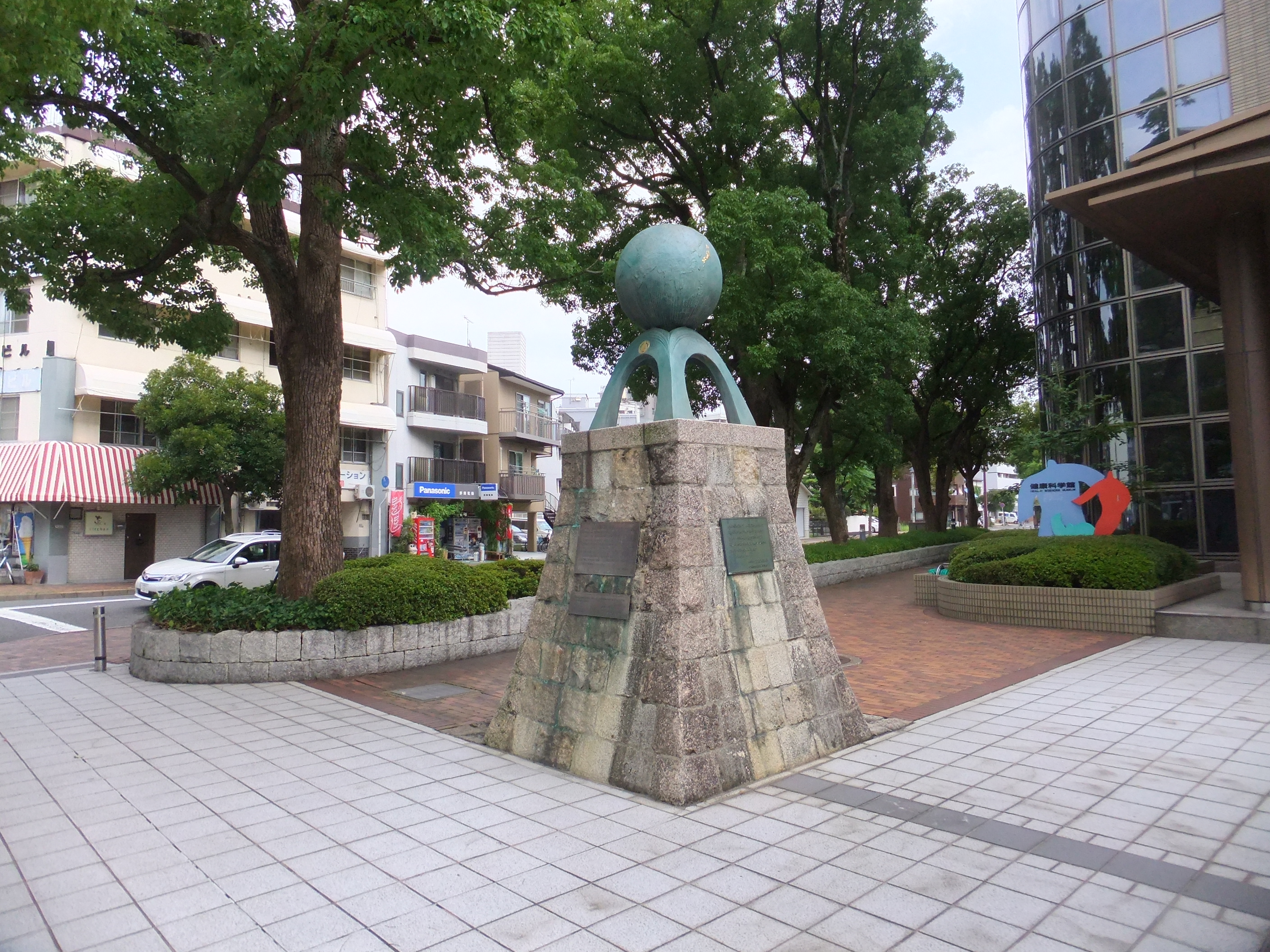
旧・千田キャンパスの現状（2014年） / 画面中央に立っているのは広島高工・広大工学部創立75周年記念碑。

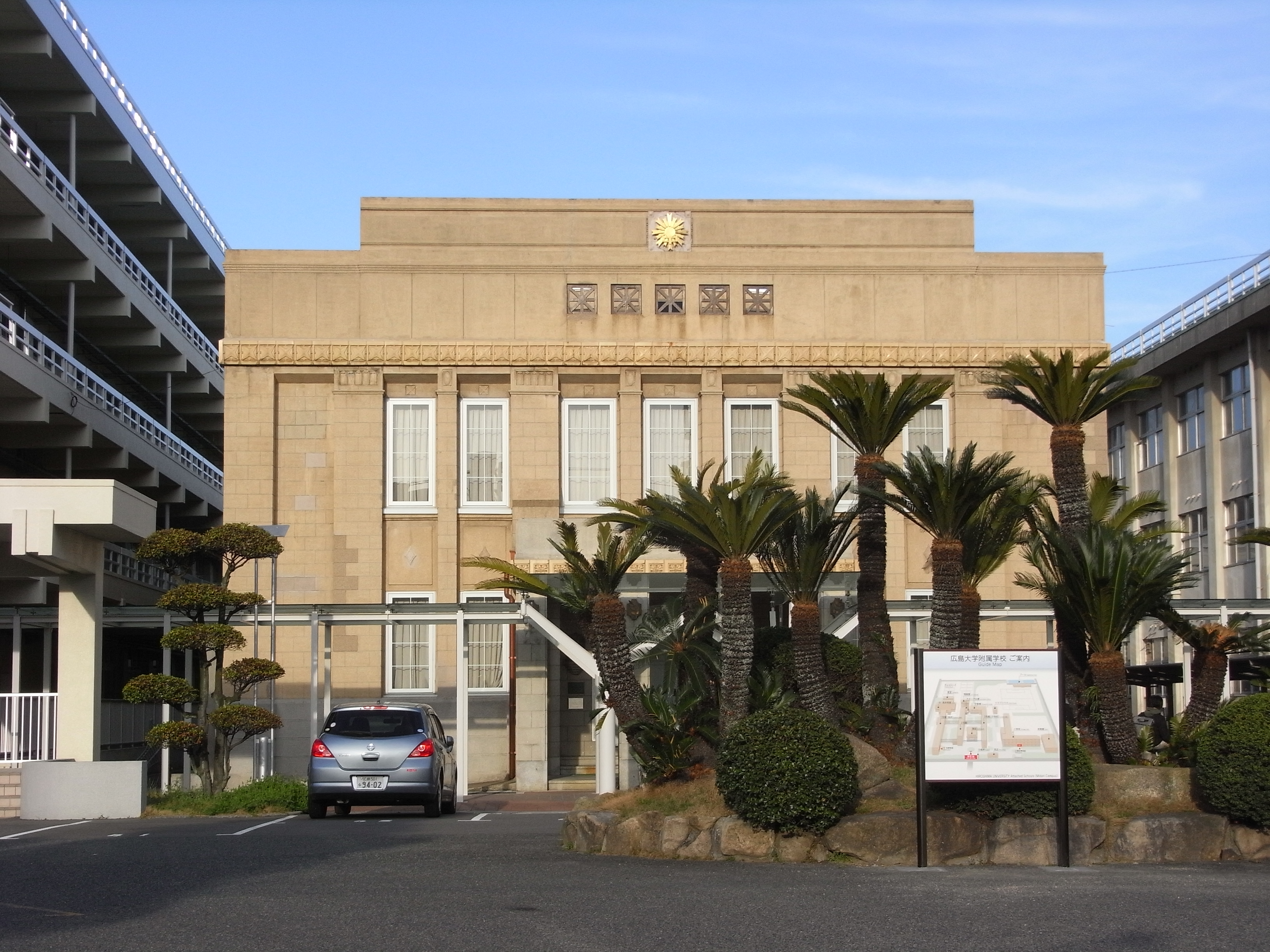
旧・皆実分校の現状（2010年） / 写真奥に建つ広大附属中・高の講堂は旧制・大学分校以来の施設である。

かつての広大キャンパス・校地で現在は廃止されているもののうち、主要なものとしては以下がある（学部およびその分校が設置されていたものに限る）。いずれも広大の前身となった旧制校以来の歴史を持つものである。

#### 千田キャンパス
東千田キャンパスから南へ500mほど下った場所にあり、戦前は旧制広島工業専門学校および旧制県立広島工業学校（現・県立広島工業高等学校）の校地で、新制移行後、広島工専の校地が工学部キャンパスとなり、ついで隣接していた県立広島工高が現在の出汐校地に転出すると、その跡地を取得して拡張された。工学部の東広島キャンパスへの統合移転で大学キャンパスとしては廃止されたのち、現在は千田公園として整備され、広島県情報プラザ（広島県立図書館・広島県立文書館など）・コジマホールディングス中区スポーツセンター等が敷地内に立地している。
また東千田キャンパスから西へ200mにある一角は、戦前の山中高等女学校の校地で、新制移行後は青雲寮（男子寮）・山中寮（女子寮）・広島大学附属幼稚園などが所在していた跡地である。現在は、日本赤十字社研修センター・千田保育園などが立地している。

#### 東雲分校
広島大学附属東雲小学校・同附属東雲中学校の校地、およびその南隣のマンション・広島高速2号線東雲出入口が立地している一角は、戦前の広島師範学校（男子部）の校地で、新制移行後それを継承した教育学部東雲分校（その後、学校教育学部キャンパス）の跡地である。学校教育学部の東広島キャンパスへの統合移転により大学キャンパスとしては廃止され、現在では上記の2附属校のみが残っている。

#### 福山分校
戦前の広島青年師範学校、および原爆で広島市内の校地が壊滅し、疎開してきた広島女子高等師範学校・同附属山中高等女学校の校地であった場所で、新制移行後は教育学部福山分校および水畜産学部（のち生物生産学部）キャンパスとなり、両者の東広島への統合移転により廃止された。現在では附属福山中・高校の校地・校舎のみが存続している。

#### 皆実分校
戦前の旧制広島高等学校の校地であり、新制移行後それを継承した広島大学教養部（現在の総合科学部）キャンパス（皆実分校）となった。その後、東千田キャンパスに所在していた広島大学附属中学校・高等学校が教養部との校地交換でこの地に移転して大学のキャンパス（分校）としては廃止され、以来、両附属校の校地として現在に至っている。

#### 三原分校
戦前の広島師範学校女子部（広島県女子師範学校の後身）の校地で、新制移行後これを継承した広島大学教育学部三原分校となったが、上記の東雲分校への統合により大学キャンパス（分校）としては廃止された（広島大学附属三原幼稚園・小学校・中学校の校地・校舎のみが存続している）。

#### 呉分校
現在の医学部の前身である県立広島医科大学の校地で、同大学が広大に統合されて医学部・附属病院に改組され医学部キャンパスとなった後、上記の霞キャンパスに順次移転し、廃止された。

## 対外関係

### 国際機関等協定先
- 国際協力銀行 (JBIC)
- 国際協力機構 (JICA)
- 国連訓練調査研究所（UNITAR）
- 日本貿易振興機構 (JETRO) アジア経済研究所

### 国内・学術交流等協定校
- 放送大学学園[32]。
- 立命館大学
- 明治大学
- 広島市立大学
- 龍谷大学
2009年9月2日に広島大学は、これまでにそれぞれ交流協定を結んでいた上記2大学との間で、3大学相互間の包括交流協定、および理工系大学院研究科の学生相互交流協定を締結した。
- 呉工業高等専門学校
- 福山大学
- 近畿大学
2010年12月3日に広島大学は、近畿大学との間で「大学間交流に関する包括協定」を締結した。広島県東広島市にある同学と近畿大学工学部との間では、これまでも研究交流や人材交流を行ってきたが、互いに総合大学であるという利点を生かし、連携協力活動の範囲を全学に広げ、両大学間の交流を一層推進するため、本協定を締結するに至った。
- 福島県立医科大学
- 福島大学

### 国際・学術交流等協定校
- 韓国
  - 釜山大学校
  - 慶北大学校
  - 嶺南大学校
  - 韓国教員大学校
  - 圓光大学校
  - 済州大学校
  - 慶熙大学校
  - 成均館大学校
- 中国
  - 中国科学院（北京市）
  - 北京師範大学（北京市）
  - 首都師範大学（北京市）
  - 北京航空航天大学（北京市）
  - 北京交通大学 （北京市）
  - 清華大学 （北京市）
  - 南開大学（天津市）
  - 復旦大学（上海市）
  - 上海交通大学（上海市）
  - 上海師範大学（上海市）
  - 東北師範大学（吉林省長春市）
  - 大連理工大学（遼寧省大連市）
  - 燕山大学（河北省秦皇島市）
  - 南京大学（江蘇省南京市）
  - 蘇州大学（江蘇省蘇州市）
  - 温州大学（浙江省温州市）
  - 温州師範学院（浙江省温州市）
  - 四川農業大学（四川省）
  - 武漢大学（湖北省武漢市）
  - 華中科技大学（湖北省武漢市）
  - 湖南大学（湖南省長沙市）
  - 中山大学 （広東省広州市）
  - 国際関係学院
  - 広島大学、常石造船との協定校
    - 天津大学（天津市）
    - 武漢理工大学（湖北省武漢市）
    - 大連理工大学（遼寧省大連市）
    - ハルビン工程大学（黒竜江省ハルビン市）
    - 華中科技大学（湖北省武漢市）
    - 浙江海洋学院（浙江省）
    - 江蘇科技大学（江蘇省）
    - 中国海洋大学（山東省青島市）
- 香港
  - 香港中文大学
- 台湾
  - 国立高雄第一科技大学（高雄市）
  - 国立中央大学
  - 台北医学大学
  - 国立政治大学
  - 開南大学
- フィリピン
  - フィリピン大学ディリマン校
- ベトナム
  - ベトナム交通運輸大学
  - ベトナム国家大学ホーチミン市校
  - ホーチミン市医科薬科大学
  - ベトナム国家大学機構（ハノイ）・教育大学
  - ベトナム教育訓練省
- タイ
  - タンマサート大学
  - カセサート大学
  - チュラーロンコーン大学
  - タイ国立科学技術開発庁
- マレーシア
  - マラヤ大学
  - マレーシア工科大学
  - マレーシア森林研究所
  - マレーシアプトラ大学
  - マレーシア科学大学
- シンガポール
  - 南洋工科大学
  - シンガポール経営大学（広島経済大学との三者協定）
- インドネシア
  - インドネシア技術評価応用庁 (BPPT)
  - 北スマトラ大学
  - ハサヌディン大学
  - ブライジャヤ大学
  - インドネシア大学
  - ディポネゴロ大学
  - カトリック・パラヤンガン大学
  - インドネシア科学院 (LIPI)
  - バンドン工科大学
  - アイルランガ大学
  - インドネシア教育大学
  - ダルマプルサダ大学
- バングラデシュ
  - ダッカ大学
- インドネシア
  - アンナ大学
- トルコ
  - チャナッカレ・オンセキズ・マルト大学
- ヨルダン
  - ヨルダン科学技術大学
- カザフスタン
  - セミパラチンスク医科大学
  - セミパラチンスク地域がんセンター
  - セミパラチンスク病理診断局
  - セミパラチンスク救急病院
  - カザフ放射線医学環境研究所
  - アスタナ医科大学

- ロシア
  - モスクワ教育大学（モスクワ）
  - トムスク工科大学（トムスク州）
  - トムスク教育大学（トムスク州）
  - オレンブルク国立大学
- ポーランド
  - ワルシャワ農業大学
  - グダニスク大学
- セルビア
  - ベオグラード大学
- フィンランド
  - ユヴァスキュラ大学（ユヴァスキュラ）
- スウェーデン
  - リンショーピング大学
  - マルメ大学
- オーストリア
  - グラーツ大学
  - グラーツ医科大学
- ブルガリア
  - ソフィア大学
  - ソフィア医科大学
- オランダ
  - アムステルダム大学
- イギリス
  - オックスフォード大学ウォーダムカレッジ
  - サセックス大学
  - リーズ・メトロポリタン大学
  - レスター大学
  - シェフィールド大学
  - カーディフ大学
  - マンチェスター大学
- ドイツ
  - オスナブリュック大学
  - テュービンゲン大学
  - ハンブルク大学
  - ハノーファー医科大学
- フランス
  - パリ第4大学フランス文明研究センター
  - リヨン第1大学
  - トゥールーズ・ル・ミライユ大学
- ケニア
  - ケニヤッタ大学
- ガーナ
  - ケープコースト大学
- シエラレオネ
  - シエラレオネ大学
- アメリカ合衆国
  - イースト・カロライナ大学（ノースカロライナ州）
  - ミネソタ大学（ミネソタ州）
  - メリーランド大学（メリーランド州）
  - メリーランド大学ボルチモア校（メリーランド州）
  - ミシガン大学（ミシガン州）
  - ランドルフメーコン大学（ヴァージニア州）
  - ジェームス・マディソン大学（ヴァージニア州）
  - アラバマ大学 （アラバマ州）
  - ネバダ大学リノ校（ネバダ州）
  - フロリダ州立大学（フロリダ州）
  - ハワイ大学（ハワイ州）
  - ハワイ大学マノア校（ハワイ州）
  - ハワイ大学ヒロ校（ハワイ州）
- カナダ
  - カルガリー大学（アルバータ州）
  - セイント・メアリーズ大学（ノバスコシア州）
- ドミニカ共和国
  - 高等教育科学技術省
  - サントドミンゴ自治大学
- ブラジル
  - サンパウロ大学
- オーストラリア
  - ニューイングランド大学
  - ラ・トローベ大学
  - フリンダース大学
  - グリフィス大学
- ニュージーランド
  - オークランド大学

### 部局間学術交流等協定校
総合科学部
- ネバダ大学リノ校総合科学部（米国ネバダ州）
- ハンブルク大学アジア・アフリカ研究所,東洋学部（ドイツ）
- グダニスク大学社会科学部（ポーランド）

文学研究科
- ガジャマダ大学文化研究学部（インドネシア）
- パジャジャラン大学文学部（インドネシア）
- 北京大学歴史学系（中国北京市）
- 首都師範大学外国語学院（北京市）
- 蘇州大学社会学院（中国江蘇省）
- 長江師範学院（中国）
- 寧波大学外語学院（中国）
- 湖南大学外語学院（中国）
- 復旦大学歴史学系（中国）
- 清華大学人文社会科学学院（中国）
- ローザンヌ大学文学部（スイス）
- サンパウロ大学人文学部（ブラジル）
- ヴェストファーレン・ヴィルヘルム大学第8学部（歴史・哲学）（ドイツ）

教育学部
- ミネソタ大学教育学部（米国ミネソタ州）
- ソウル大学校師範大学（韓国）
- チュラーロンコーン大学教育学部（タイ）
- インドネシア教育大学（インドネシア）
- 上海体育学院（中国上海市）
- ベルリン自由大学教育科学部（ドイツ）
- アムステルダム大学教育科学部（オランダ）

学校教育学部
- イースト・カロライナ大学教育学部（米国ノースカロライナ州）

教育学研究科
- ソウル大学校師範大学（韓国）
- 北京師範大学教育学院（中国）
- 香港教育学院教育学部（香港）
- インドネシア教育大学（インドネシア）
- ケルン大学特殊教育学部（ドイツ）

法学部
- 大連大学人文学群法学院
- チェンマイ大学政治・行政学部（タイ）[注釈 102]
- ディポネゴロ大学法学部（インドネシア）
- ディポネゴロ大学社会政治学部（インドネシア）

経済学部
- イースト・アングリア大学社会経済研究スクール（イギリス）
- グラスゴー大学社会科学部（イギリス）

社会科学研究科
- 上海社会科学院法学研究所（中国上海市）
- 大連大学日本語言文化学院（中国）
- 大連大学人文学群歴史学院（中国）
- 東北財経大学公共管理学院（中国）
- 大連外国語学院日本語学院（中国）
- 華東政法大学（中国）
- 内蒙古大学法学院（中国）
- 中国海洋大学外国語学院（中国）
- 中国政法大学法学院（中国）
- 中国政法大学政治および公共管理学院（中国）
- 浙江大学光華法学院（中国）
- 国立政治大学台湾史研究所（台湾）
- ブルゴーニュ大学政治学部および大学院法学研究科（フランス）

法務研究科
- 上海社会科学院法学研究所（中国上海市）

理学部
- トムスク工科大学（ロシア連邦トムスク州）
- ワルシャワ農業大学 園芸学部（ポーランド）
- パンジャブ大学理学部（インド）

理学研究科
- オレンブルク国立大学物理学部、自然化学部、数学部（ロシア連邦オレンブルク州）
- カザン大学生物学および土壌学部（ロシア連邦）
- モスクワ国立大学計算数学・サイバネティックス部（ロシア連邦モスクワ市）
- モスクワ国立大学力学・数学部（モスクワ市）
- モスクワ国立教育大学生物・化学部（モスクワ市）
- ベルリン自由大学生物・科学・薬学部（ドイツ）
- 光州科学技術院環境科学工学研究科
- ブルネイ・ダルサラーム大学理学部（ブルネイ）
- バングラデシュ農業大学水産学部（バングラデシュ）
- ペシャワール大学生命環境科学部・数物理学部（パキスタン）
- ミニア大学（エジプト）

医学部
- ノースカロライナ大学チャペルヒル校化学部（米国ノースカロライナ州）
- マーサー大学薬学部（米国ジョージア州）
- テンプル大学医学部（米国ペンシルベニア州）
- テネシー大学健康科学センター薬学部（米国テネシー州）
- テキサス大学オースティン校化学部（米国テキサス州）
- マクギール大学医学部（カナダケベック州）
- 忠南大学校医科大学（韓国）
- ハサヌディン大学医学部（インドネシア）
- コンケーン大学医学部・薬学部（タイ）
- トリブバン大学医学部（ネパール）
- パビア大学医学部（イタリア）
- 医学アカデミー放射線医学センター（ウクライナ）
- カール・フランツェンス・グラーツ大学医学部（オーストリア）
- サリー大学健康医学部（イギリス）

歯学部
- ニューカッスル・アポン・タイン大学歯学部（イギリス、1994年）
- 四川大学華西口腔医学院（華西医科大学口腔医学院）（中国、1995年）
- マラヤ大学（マレーシア、1995年）
- イエテボリ大学歯学部（スウェーデン、1998年）
- 圓光大学校歯科大学（韓国、2000年）
- コンセプシオン大学歯学部（チリ、2000年）
- 香港大学歯学部（香港、2000年）
- アテネ大学歯学部（ギリシャ、2001年）
- チュラロンコン大学（タイ、2003年）
- 台北医学大学口腔医学院（台湾、2005年）
- ワシントン大学歯学部（米国ワシントン州、2006年）
- コンケン大学歯学部（タイ、2007年）
- ホーチミン市医科薬科大学歯学部（ベトナム、2008年）
- 高雄医学大学歯学部（台湾、2009年）
- 国立健康科学大学（カンボジア、2009年）
- ペラデニヤ大学歯学部（スリランカ、2010年）
- 慶北大学校歯学部（韓国、2010年）
- 天津医科大学口腔医学院（中国、2012年）
- ブリティッシュコロンビア大学歯学部（カナダ、2012年）
- 釜山カトリック大学校（韓国、2013年）
- ホーチミン市国立歯科口腔病院（ベトナム、2013年）
- ヤンゴン歯科医学大学（ミャンマー、2013年）
- シェフィールド大学臨床歯学部（イギリス、2013年）
- 建陽大学校医療科学部(College of Medical Science) （韓国、2015年）[33]

薬学部
- コンケン大学薬学部（タイ）
- チェンマイ大学薬学部（タイ）
- プリンスオブソンクラ大学薬学部（タイ）
- オールバニ薬科大学（米国）

保健学研究科
- テキサス大学ヒューストン校看護学部（米国テキサス州）
- ポートランド州立大学（米国）
- トリブバン大学医学部（ネパール）
- 高麗大学校看護学部（韓国）
- 中国医薬大学健康看護学院

工学部
- 嶺南大学校工科大学（韓国）
- ハルビン工業大学（中国黒竜江省ハルビン市）
- 大連理工大学（中国遼寧省大連市）
- 燕山大学（中国河北省）
- スラバヤ工科大学（インドネシア）
- ペラデニヤ大学工学部（スリランカ）
- クレムソン大学工学部（米国サウスカロライナ州）
- ミシガン大学工学部（米国ミシガン州）
- アイオワ大学工学部（米国アイオワ州）
- ノッティンガム大学工学部（イギリス）
- クイーンズランド大学工学、物理化学および建築学部（オーストラリア）

工学研究科
- 釜慶大学校環境海洋大学（韓国）
- 慶北大学校自然科学大学（韓国）
- ソウル大学校工科大学（韓国）
- 忠南大学校グリーンエネルギー工学研究院（韓国）
- 上海交通大学船舶海洋および建築工程学院（中国上海市）
- 西安交通大学能源・動力工程学院（中国陝西省西安市）
- 国家海洋局第2海洋研究所（中国）
- 中国科学院合肥知能機械研究所（中国）
- 重慶大学建築学部（中国）
- 国立中央大学工学院（台湾）
- 国立台湾大学理学院（台湾）
- タマサート大学シリントーン国際工学研究科（タイ）
- ペトロナス工科大学（マレーシア）
- バンドン工科大学産業技術学部（インドネシア）
- スラバヤ工科大学大学院課程（インドネシア）
- アヴェイロ大学機械技術およびオートメーション研究センター（ポルトガル）
- グアナファト大学イラプァトーサラマンカーキャンパス工学部（メキシコ）
- リーズ大学工学部（イギリス）

生物生産学部
- 四川農業大学（中国四川省）
- クイーンズランド大学資源農獣医学部（オーストラリア）

生物圏科学研究科
- 釜慶大学校水産科学大学（韓国）
- 東海大学農学院（台湾）
- ノンラム大学（ベトナム）
- カセサート大学経済学部（タイ）
- ビサヤ州立大学農学部（フィリピン）
- ガジャ・マダ大学農学部（インドネシア）
- アイルランガ大学水産海洋学部（インドネシア）
- バングラデシュ農業大学（バングラデシュ）
- ペラデニヤ大学農学部（スリランカ）

先端物質科学研究科
- ソウル大学校ナノシステム研究所（韓国）
- 西江大学校理学部および工学部（韓国）
- 天津大学電子情報学部（中国）
- 西安交通大学電子物理・デバイス研究所（中国）
- 北京大学香港科技大学深圳研修院（中国）
- シーラーズ大学農学部 2010.9.1
- ミニア大学薬学部
- チャールズ大学数学物理学部（チェコ）

国際協力研究科
- 国土研究院（韓国）
- 国家環境保護総局環境経済政策研究センター（中国北京市）
- 北京大学アジア・アフリカ研究所（北京市）
- 北京交通大学交通運輸学院（北京市）
- 中国人民大学環境学院（北京市）
- 中国国際民間組織合作促進会（中国）
- ベトナム人文社会科学院東南アジア研究所（ベトナム）
- ベトナム科学技術院環境技術研究所（ベトナム）
- 国家経済社会開発庁（タイ）
- パヤップ大学（タイ）[34]
- チェンマイ大学政治・行政学部（タイ）[34]
- ラオス国立大学経済経営学部（ラオス）
- パンナサストラ大学社会科学・国際関係学部（カンボジア）[34]
- デ・ラ・サール大学リベラルアーツ学部大学院プログラム（フィリピン））[34]
- 環境省環境政策・制度局（インドネシア）
- 国家開発企画庁、財務省（インドネシア）
- インドネシア大学経済学部（インドネシア）
- ガジャ・マダ大学経済学部（インドネシア）
- シアー・クアラ大学法学部大学院（インドネシア）
- ボゴール農業大学大学院情報技術研究科（インドネシア）
- 南洋理工大学S.ラジャラトナム国際学大学院（シンガポール）[34]
- 東ティモール大学政治社会学部平和紛争研究大学院（東ティモール））[34]
- バングラデシュ工科大学（バングラデシュ）
- テキサス大学オースティン校リンドン・ジョンソン公共政策研究科（米国テキサス州）
- トリブバン大学ネパールアジア研究所（ネパール）
- トリブバン大学農畜産学部（ネパール）
- ザンビア大学教育学部（ザンビア）

原爆放射線医科学研究所
- 北京放射線医学研究所（中国北京市）
- 蘇州大学放射線医学・公衆衛生学院（中国江蘇省）
- ミンスク遺伝性疾患研究所（ベラルーシ）
- ベラルーシ医学再教育アカデミー（ベラルーシ）
- ロシア連邦放射線医学研究所（ロシア）
- 健康省放射線生物学・放射線防護研究センター（ブルガリア）
- ウィスコンシン大学ヒト腫瘍学部（米国ウィスコンシン州）

教育開発国際協力研究センター
- エジンバラ大学アフリカ研究センター（イギリス）
- インド国立教育計画行政研究所（インド）
- ケープコースト大学教育研究所（ガーナ）
- ダルエスサラーム大学教育学部（タンザニア）
- プレトリア大学科学・数学・技術教育共同センター（南アフリカ共和国）
- マラウィ大学教育研究訓練センター（マラウィ）
- マケレレ大学教育学部（ウガンダ）
- ニューヨーク州立大学アルバーニ校教育学部教育行政政策学科（米国）

情報メディア教育研究センター
- トムスク教育大学応用情報学研究所（ロシア連邦トムスク州）

高等教育研究開発センター
- メルボルン大学高等教育研究センター（オーストラリア）
- 北京大学教育学院（中国北京市）

放射光科学研究センター
- 復旦大学物理学系（中国）
- 中国科学院物理研究所超伝導国家重点実験室（中国）
- ミュンスター大学物理学部（ドイツ）

ナノデバイス・バイオ融合科学研究所
- カリフォルニア大学サンタクルーズ校（米国）
- ハーバード大学大学院工学・応用科学研究科（米国）
- テキサス大学ダラス校（米国）
- カリフォルニア大学ロサンゼルス校高速エレクトロニクス研究所（米国）
- トウェンテ大学MESA+ナノテクノロジー研究所（オランダ）
- スウェーデン王立工科大学大学院情報通信技術研究科（スウェーデン）
- バンドン工科大学電気情報学部（インドネシア）
- バンドン工科大学理学部
- バングラデシュ工科大学電気電子工学部（バングラデシュ）

先進機能物質研究センター
- 西ケープ大学南アフリカ応用材料化学研究所（南アフリカ共和国）
- ロスアラモス国立研究所（米国）
- 台湾工業技術研究院（台湾）
- 北京大学希土材料化学および応用国家重点実験室・無機化学研究所（中国）

HiSIM研究センター
- インド工科大学ハイデラバード校（インド）

宇宙科学センター
- 国立天文学地球物理学研究所（エジプト）

国際センター
- 山西師範大学外国語学院（中国）
- 淮陰師範学院（中国）
- 淮海工学院（中国）

北京研究センター
- 貴州大学外国語学院（中国）

附属図書館
- フリンダース大学図書館（オーストラリア）
- 慶北大学校中央図書館（韓国）

### 複合国際学術交流協定
教育学部
- 大阪教育大学や鳴門教育大学とつくる西日本における3大学コンソーシアムと、米国のノースカロライナ大学ウィルミントン校。イーストカロライナ大学、ウエスタンカロライナ大学からなるノースカロライナ州における3大学コンソーシアム

### 企業との協力
- コベルコ建機夢源力共創研究所の設置[35]
- アヲハタとの研究協力協定[36]
- バルコム（広島市の輸入車販売・飲食店運営会社）との包括連携協定[37]

## 社会との関わり

### 映画化
留学生が広島大学相撲部に入部したことがテレビ番組で取り上げられたのをきっかけとして、映画『ちゃんこ』が制作されて、全国に上映された。映画での大学名は「東広島大学」。当時の学長・副学長も出演した。主演の須藤温子は、広島大学の名誉学生として顕彰されている。

### ペスタロッチー教育賞
大学院教育学研究科では1992年よりペスタロッチー教育賞を民衆教育に貢献した個人・団体に贈っている。

### 司法試験合格率
広島大学法科大学院は、司法試験合格率44.62%、全法科大学院中、第22位（平成17年-平成29年）。
令和4年度司法試験では、合格率22.73%、全法科大学院中、第28位となった。

### 不祥事
- 2020年6月28日付処分 - 大学院総合科学研究科の准教授が、謝金の架空請求を行った。不正に支出された研究費は総額143,800円。准教授は出勤停止（5日）の懲戒処分[41]。